# Atemschutzmaske

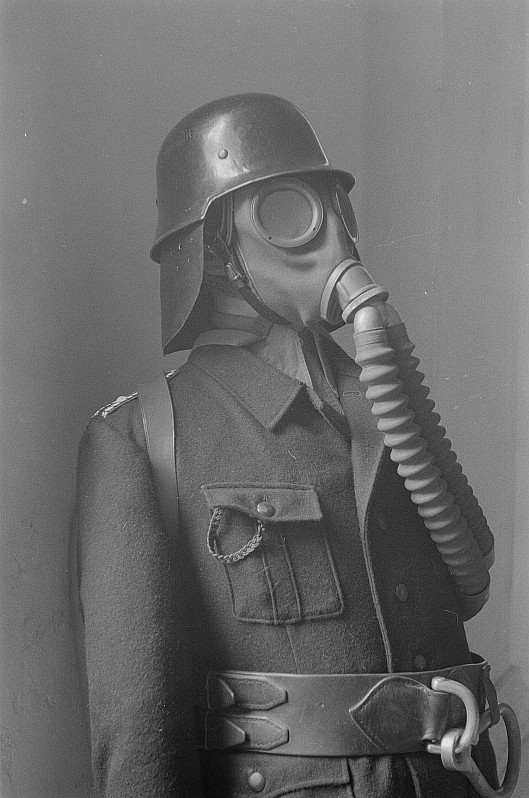
Einsatzuniform der Feuerwehr mit Atemschutzmaske, 1948

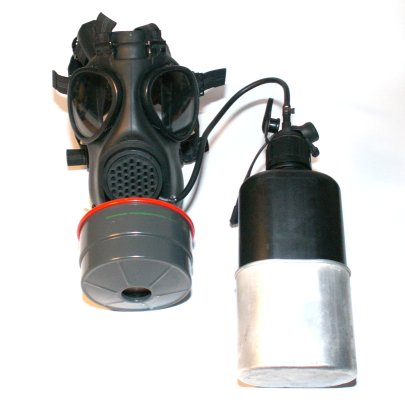
Moderne Atemschutzmaske der Schweizer Armee mit angeschlossenem Trinkschlauch und Feldflasche

Eine Atemschutzmaske (umgangssprachlich Gasmaske, Atemmaske, im militärischen und Zivilschutzbereich CBRN-Schutzmaske bzw. ABC-Schutzmaske, bei der Nationalen Volksarmee Truppenschutzmaske) ist eine das Gesicht teilweise oder ganz bedeckende Schutzmaske. Sie dient dem Schutz des Trägers vor luftgängigen Schadstoffen (Atemgiften) oder Krankheitserregern. Die verschiedenen Geräte werden eingeteilt in Vollmasken (genormt nach EN 136) und Halb- und Viertelmasken (EN 140). Zu den Halbmasken gehören partikelfiltrierende FFP-Masken (englisch: filtering face piece, filtrierendes Gesichtsteil). Solche Atemschutzsysteme werden dort benötigt, wo verhindert werden muss, dass gesundheitsgefährdende Stoffe in die Atemwege gelangen; zum Beispiel im Rettungswesen, bei der Feuerwehr, beim Technischen Hilfswerk, bei der Brandermittlung und an Arbeitsplätzen, an welchen Atemgifte (chemische Stoffe,  Stäube) auftreten können, z. B. bei Reinigungsarbeiten von Tanks.
Die Atemschutzmaske kann aus Gummi, Silikonkautschuk oder einem Kunststoff gefertigt sein. Früher kamen auch Leder oder Stoff, manchmal auch mit Gummiüberzug, zum Einsatz.
Atemschutzmasken können in Verbindung mit Pressluftatmersystemen umluftunabhängig oder mit Atemschutzfiltern umluftabhängig verwendet werden. Bei der umluftabhängigen Version kann der Atemschutzfilter entweder direkt an der Maske angebracht sein oder über einen Schlauch mit ihr verbunden werden. Es können auch mehrere Filter oder ein Gebläse zur Erleichterung angebracht werden. Man unterscheidet dabei zwischen Normaldruckmasken und Überdruckmasken. Inzwischen wurde auch eine Atemschutzmaske mit integrierter Datenbrille entwickelt, die eine Navigation in verrauchten Räumen ermöglichen soll. Das System basiert auf einer Raumlokalisierungselektronik.
Während der COVID-19-Pandemie wurden in der Öffentlichkeit auch Alltagsmasken („Mund-Nasen-Bedeckung“) und medizinische Hygienemasken („Mund-Nasen-Schutz“) getragen. Diese zählen nicht zu den Atemschutzmasken, da sie in erster Linie für den Fremdschutz und nicht für den Eigenschutz des Trägers konzipiert sind. Eine Übersicht über verschiedene Infektionsschutzmasken findet sich unter Schutzmaske.

## Entwicklung

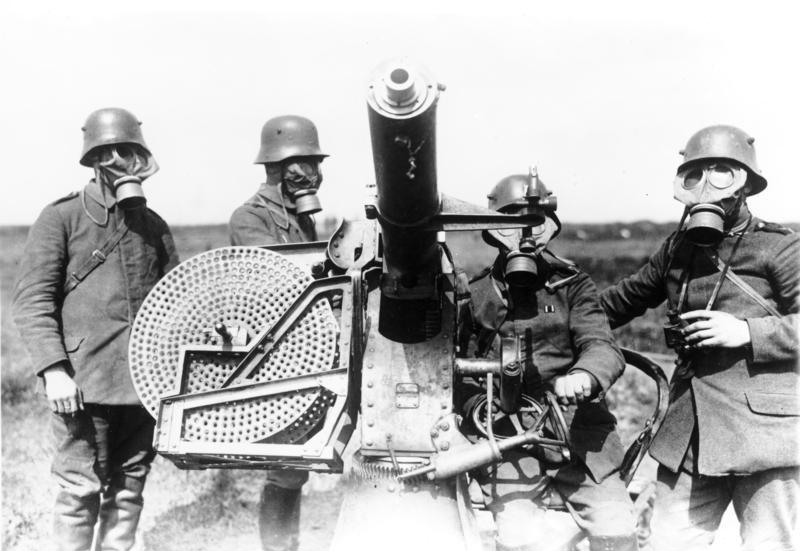
Deutsche Soldaten mit Gasmasken im Ersten Weltkrieg

Als erste Vorläufer der Atemschutzmasken können die schnabelförmigen, mit Kräutern gefüllten Masken der mittelalterlichen Pestärzte gesehen werden.
Pionierarbeit auf dem Gebiet des Atemschutzes leistete der Franzose Jean-François Pilâtre de Rozier, als er im Jahr 1785 die Konstruktion eines ersten Saugschlauch-Atemschutzgerätes mit Atemschutzmaske vorstellte.
Gasmasken wurden im Ersten Weltkrieg im Zuge der Entwicklung und des Einsatzes von chemischen Kampfstoffen zur Bekämpfung von Bodentruppen von allen kriegsführenden Parteien eingeführt. Besonders Atemwege und Augen sollen durch die Gasmaske geschützt werden. Respiratoren und einfache Atemschutzmasken, die den Träger hauptsächlich vor Staub schützten, waren bereits zuvor vor allem im Bergbau in Verwendung. Die erste Gasmaske mit einem Kohlefilter wurde 1915 vom russischen Wissenschaftler Nikolai Dmitrijewitsch Selinski erfunden. Weitere Erfinder auf dem Gebiet waren Garrett Morgan und Cluny MacPherson.
Modelle aus dem Ersten Weltkrieg, wie die italienische Ciamician-Pesci-Maske, waren aus imprägniertem Stoff gefertigt und hatten oft keinen Filter oder waren lediglich mit einem Baumwollfilter bestückt. Im weiteren Kriegsverlauf wurden chemikalienabsorbierende Materialien eingesetzt. Außerdem wurden spezielle Masken für Pferde entwickelt, die bei der damaligen Kriegsführung noch eine wichtige Rolle spielten.
Vor dem Zweiten Weltkrieg entwickelten verschiedene Staaten sogenannte Volksgasmasken zum Schutz der Zivilbevölkerung. Seit dem Zweiten Weltkrieg gibt es auch spezielle Gasmasken und Gasschutzhauben für Kinder.

## Aufbau

### Vollmaske
Vollmasken bestehen meistens aus dem aus Silikon oder Gummi gefertigten Maskenkörper, einer oder zwei Sichtscheiben in einem Dichtrahmen, dem Ausatemventil, teilweise dem Trageriemen, der Bebänderung (Spinne), einer Innenmaske oder Luftkanälen, einer Sprechmembran und dem Anschlussstück für einen Atemregler (Lungenautomat) oder Atemfilter.
Zwei getrennte Sichtscheiben werden vor allem im militärischen Bereich zum einfacheren Transport der Maske verwendet.

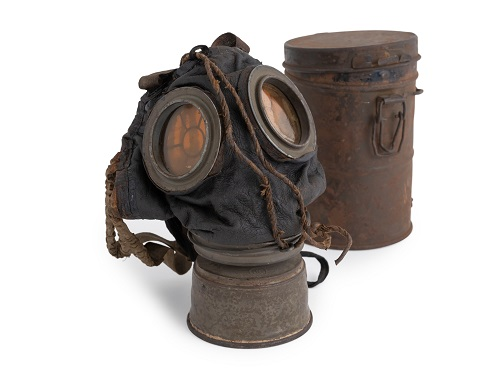
Deutsche Gasmaske 17 aus dem Ersten Weltkrieg

Die Bebänderung kann – vor allem bei Ausführungen für die Feuerwehr – auch aus einem System bestehen, das Maske und Helm miteinander verspannt (Helm-Masken-Kombination). Im militärischen Bereich werden anstelle der Bebänderung teilweise auch flexible Kopfhauben aus Gummi verwendet.
An einigen Masken wird auch ein Trageriemen angebracht, um die Maske um den Hals hängen zu können; vor allem in der Luftfahrt kann auch ein Bügel aus Kunststoff oder Metall angebracht sein, um die Maske aufhängen zu können.
Eine Innenmaske dient zum Verkleinern funktionellen Totraums. Über Steuerventile wird Atemluft in den Maskenkörper gebracht, diese streicht über die Sichtscheibe und verhindert so das Beschlagen. Wird keine Innenmaske verwendet, werden stattdessen Luftkanäle vorgesehen, welche die Luft an den Sichtscheiben entlang streichen lassen.

Um das Beschlagen zu verhindern, wurden früher sogenannte Klarscheiben verwendet. Hierbei handelte es sich um dünne Zelluloidscheiben, die auf der Innenseite mit einer die Feuchtigkeit aufnehmenden Gelatineschicht überzogen waren. Die Klarscheiben wurden mittels eines Halterings (Sprengring) vor den Augenscheiben befestigt.

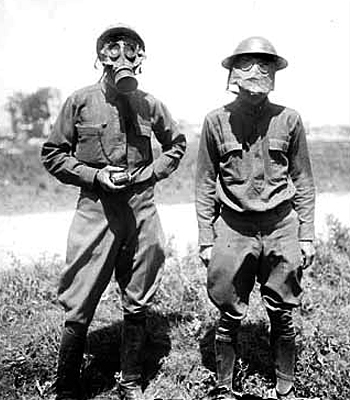
US-amerikanische Soldaten mit Gasmasken, 1917

Es wird zwischen starren und halbstarren (flexiblen) Masken unterschieden. Erweiterten Schutz und Komfort bieten Hauben, die von Rettungsdiensten sowie auch bei bestimmten Tätigkeiten (Sandstrahlen) eingesetzt und an Helm und Vollschutzanzug angeschlossen werden.

### Partikelfiltrierende Halbmaske (FFP-Maske)

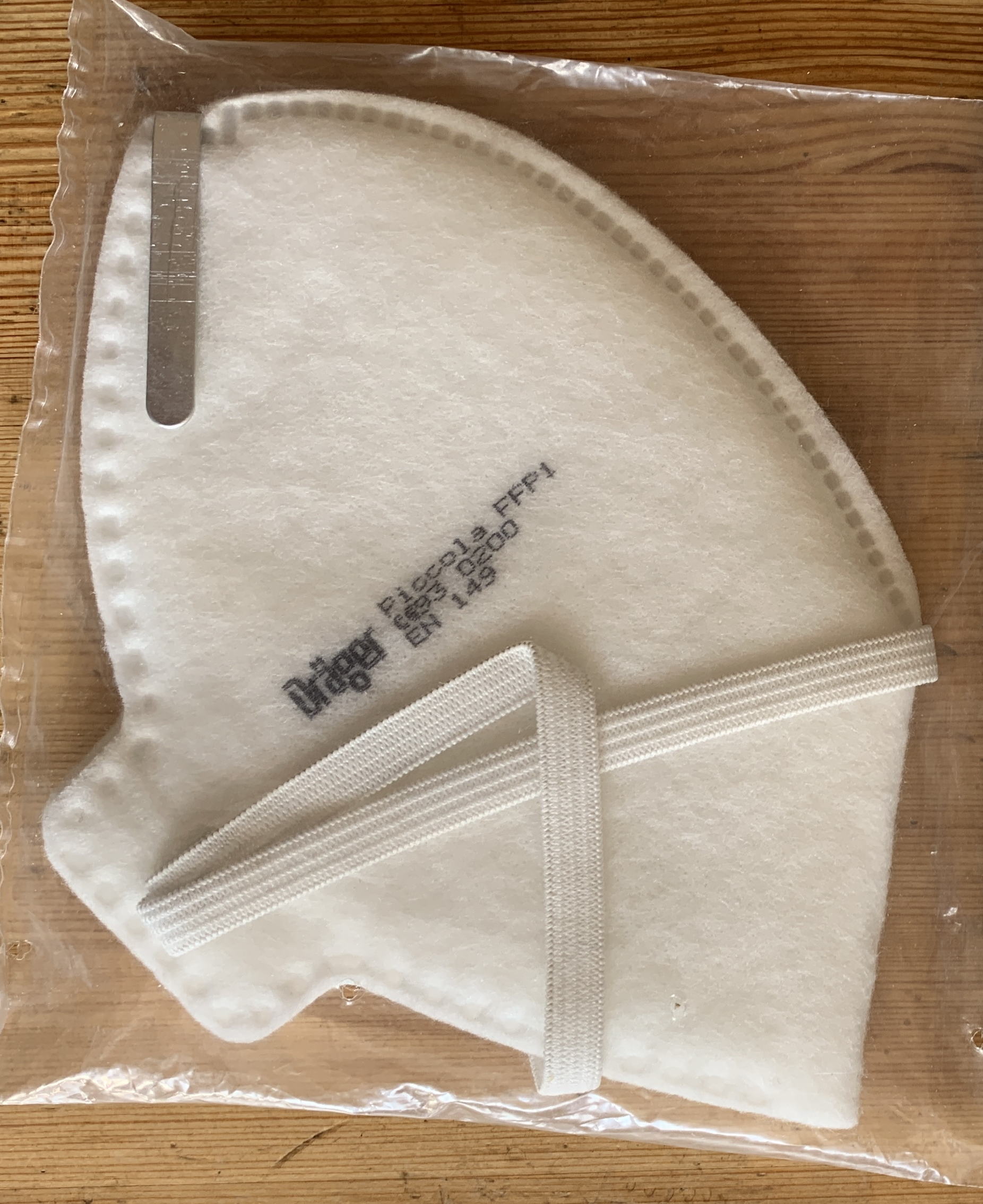
FFP-1-Atemschutzmaske

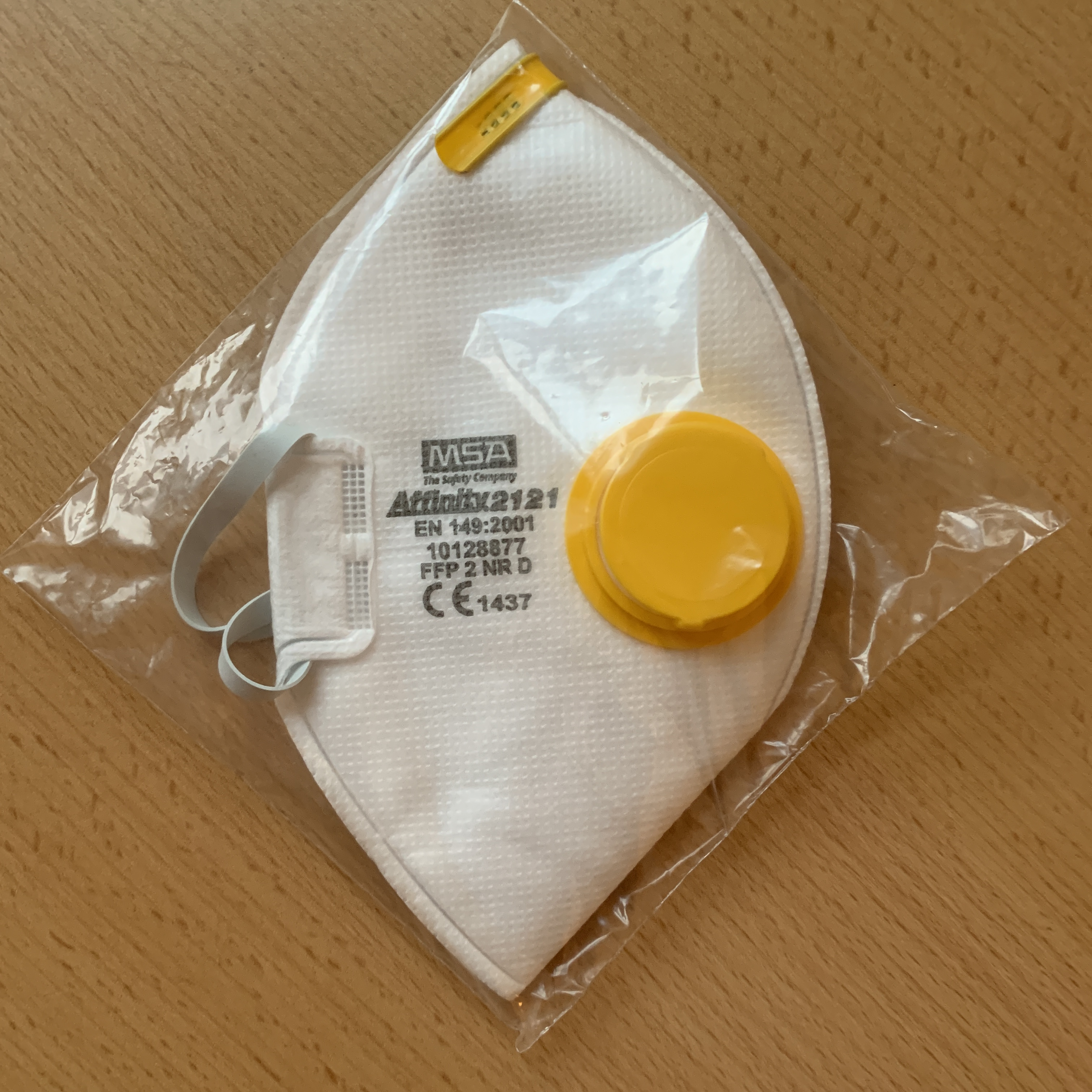
FFP-2-Atemschutzmaske mit Ausatemventil

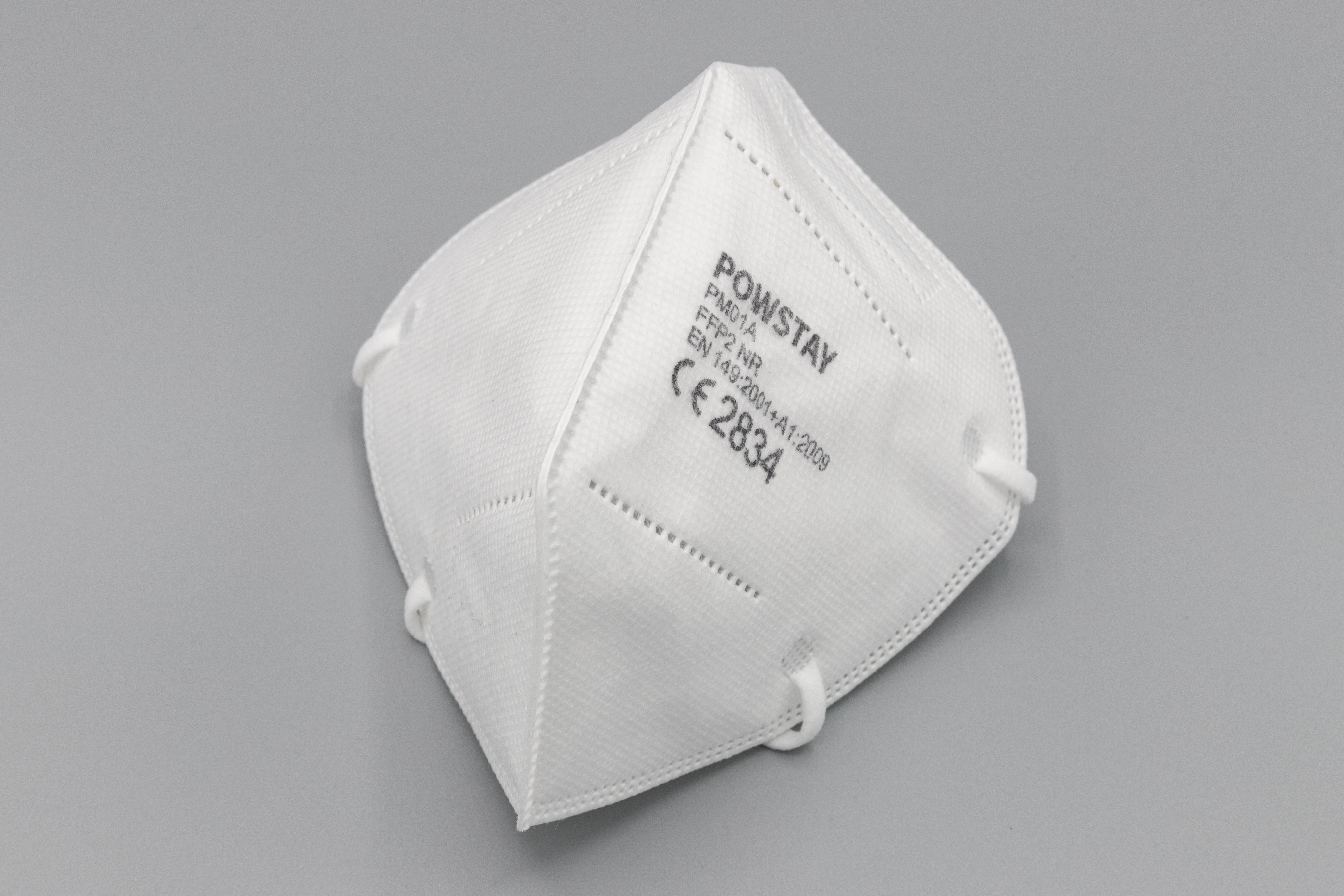
FFP-2-Atemschutzmaske ohne Ausatemventil

Eine Halbmaske umschließt Nase und Mund. Der Augenbereich bleibt ausgespart. Im Gegensatz zur Vollmaske verläuft die Dichtlinie über die Nasenpartie, die schwieriger abzudichten ist.

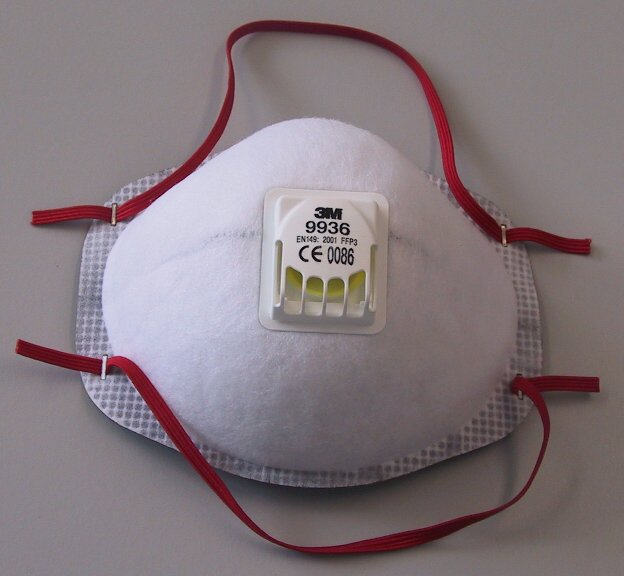
FFP-3-Atemschutzmaske mit Ausatemventil

Partikelfiltrierende Halbmasken oder FFP-Masken (englisch Filtering Face Piece; Feinstaubmaske, Staubmaske oder Atemschutzfilter) schützen je nach Ausführung vor dem Einatmen von Partikeln und wässrigen oder öligen Aerosolen. Sie bestehen zumeist vollständig aus Vliesstoff mit Gummibändern und einem formbaren Nasenbügel, um die Anpassung an das Gesicht zu optimieren.
Genormte Masken mit CE-Kennzeichnung können bei sachgerechter Anwendung vor lungengängigen Stäuben und Flüssigkeitsnebeln innerhalb ihres jeweiligen Anwendungsbereichs schützen. Sie besitzen zusätzlich zum stützenden Filtermaterial Lagen aus einem elektrostatischen Material (Elektret, siehe auch Elektret-Filter). Hierbei werden kleine Staubpartikel, Flüssigkeitstropfen und Aerosole durch vier physikalische Mechanismen (Siebeffekt, Trägheitseffekt, Diffusion, Elektrostatik) gebunden. Allerdings geht die elektrostatische Wirkung durch Staubanlagerung und Durchfeuchtung nach einiger Zeit zurück. Auch kommt es durch die Ablagerungen zu einer merklichen Steigerung des Atemwiderstandes.
Anwendungsgebiete sind beispielsweise Staubschutzmasken für Schleifarbeiten im Handwerk oder auf Baustellen, für Silo-Begehungen, im Bergbau oder gegen Aerosole, z. B. beim Auftragen wasserlöslicher Farben mit Spritzpistole oder Airbrush; als Infektionsschutzmasken ausgewiesene partikelfiltrierende Halbmasken können vor diversen aerogen übertragbaren Krankheitserregern zumindest teilweise schützen, wie z. B. vor dem SARS-CoV-2. Partikelfiltrierende Halbmasken bestehen in der Regel vollständig aus dem Filtermaterial.
Sie bieten keinen Schutz vor Gasen und Dämpfen, selbst dann nicht, wenn sie mit einer Einlage aus Aktivkohle versehen sind. Diese Einlage dient dem Schutz vor unangenehmen, jedoch unschädlichen organischen Gerüchen (z. B. für den Umgang mit Schlachtabfällen, in der Tierzucht oder Abfallentsorgung). Ein Schutz vor Gasen kann nur durch spezielle Gasfilter erreicht werden.

#### Klassifikation in Europa
Eine Klassifikation wird nach der europäischen Norm EN 149 in drei Partikelfilterklassen vorgenommen. Zur Beurteilung dient die Gesamtleckage einer Maske, die sich aus Undichtigkeitsstellen am Gesicht, der Leckage am Ausatemventil (wenn vorhanden) sowie aus dem eigentlichen Filterdurchlass zusammensetzt.
| Klasse | Gesamtleckage                                     | Schutzwirkung vor Partikelgrößen (max. 0,6 μm) und Einsatzbereich |
| ------ | ------------------------------------------------- | --- |
| FFP-1  | höchstens 25 %, Mittelwerte nicht größer als 22 % | für nicht-toxische und nicht-fibrogene Stäube; maximale Konzentration bis zum 4-fachen der maximalen Arbeitsplatz-Konzentration |
| FFP-2  | höchstens 11 %, Mittelwerte nicht größer als 8 %  | mindestens 94 % der in der Luft befindlichen Partikel bis zu einer Größe von 0,6 μm müssen aufgefangen werden; Filter für feste und flüssige Partikel; gegen schädliche Stoffe, deren Konzentration bis zum 10-fachen der maximalen Arbeitsplatz-Konzentration reicht.                                       |
| FFP-3  | höchstens 5 %, Mittelwerte nicht größer als 2 %   | mindestens 99 %; Schutz vor giftigen Stoffen sowie vor Tröpfchenaerosolen, krebserzeugenden oder radioaktiven Stoffen, Enzymen, Mikroorganismen (Viren, Bakterien, Pilzen und deren Sporen); gegen schädliche Stoffe, deren Konzentration bis zum 30-fachen der maximalen Arbeitsplatz-Konzentration reicht. |

Des Weiteren sind folgende Zusätze möglich:
| Zusatzbezeichnung | Bedeutung                                              |
| ----------------- | ------------------------------------------------------ |
| S (solid)         | feste Aerosole und Partikel                            |
| SL                | wässrige und ölige Aerosole und Partikel               |
| V                 | mit Ausatemventil, um den Atemwiderstand zu verringern |

Die Zusatzbezeichnungen S und SL entfielen mit der EN 149 von 2001 (EN 149:2001). Nach dieser Norm geprüfte Produkte schützen sowohl gegen Feinstäube (S) als auch gegen flüssige Aerosole (SL), so dass hier eine Unterscheidung in S und SL entfällt.
Nach EN 149:2001+A1:2009 werden der Bezeichnung FFP X (X: 1, 2, oder 3) zusätzliche Buchstaben zugefügt:
- D: Erfolgreiche Dolomitstaubeinlagerungsprüfung: Die Prüfung besteht darin, die partikelfiltrierende Halbmaske einer sinusförmigen Atmungssimulation auszusetzen, während das Muster von einer bekannten Konzentration an Dolomitstaub in Luft umgeben ist. Anschließend an die Exposition werden der Atemwiderstand und der Filterdurchlass des Musters der partikelfiltrierenden Halbmaske gemessen. Die Verpackung derjenigen partikelfiltrierenden Halbmasken, die die Einspeicherprüfung mit Dolomit bestanden haben, muss zusätzlich mit dem Buchstaben „D“ gekennzeichnet sein. Dieser Buchstabe folgt der Klassenkennzeichnung nach einer einzigen Leerstelle.
- R und NR (reusable/wiederverwendbar und not reusable / zum einmaligen Gebrauch): Erfüllt der Hersteller auch zusätzlich noch die Bedingung, dass eine Desinfektion der FFP-Maske möglich und beschrieben ist, so kann er diese mit „R“ für reusable kennzeichnen. Ein „NR“ hingegen heißt, dass der Gebrauch auf die Dauer einer Schicht begrenzt ist.

Einfache Ausführungen ohne Norm-Prüfstempelung (die frühere Bezeichnung Grobstaubmaske ist nicht mehr zulässig; stattdessen sind diese jetzt oft unter der Bezeichnung Mundschutz oder Hygienemaske im Handel zu finden) schützen durch ihre Porengröße ausschließlich vor Flüssigkeitstropfen und groben Stäuben, welche ohnehin nicht bis in die Lunge vordringen. Sie bieten also bestenfalls Schutz vor einer Tröpfcheninfektion bei Erkältungskrankheiten oder anderen auf diesem Weg übertragbaren Krankheiten. Bei Staubanfall schützen sie nur vor dem Knirschen auf den Zähnen; vor gesundheitlichen Folgen einer Staubbelastung schützen sie nicht, sondern erhöhen durch die Sammelwirkung die Gefahr eher noch.

#### Kennzeichnung von verkehrsfähigen Masken aus USA, Kanada, Australien, Neuseeland und Japan

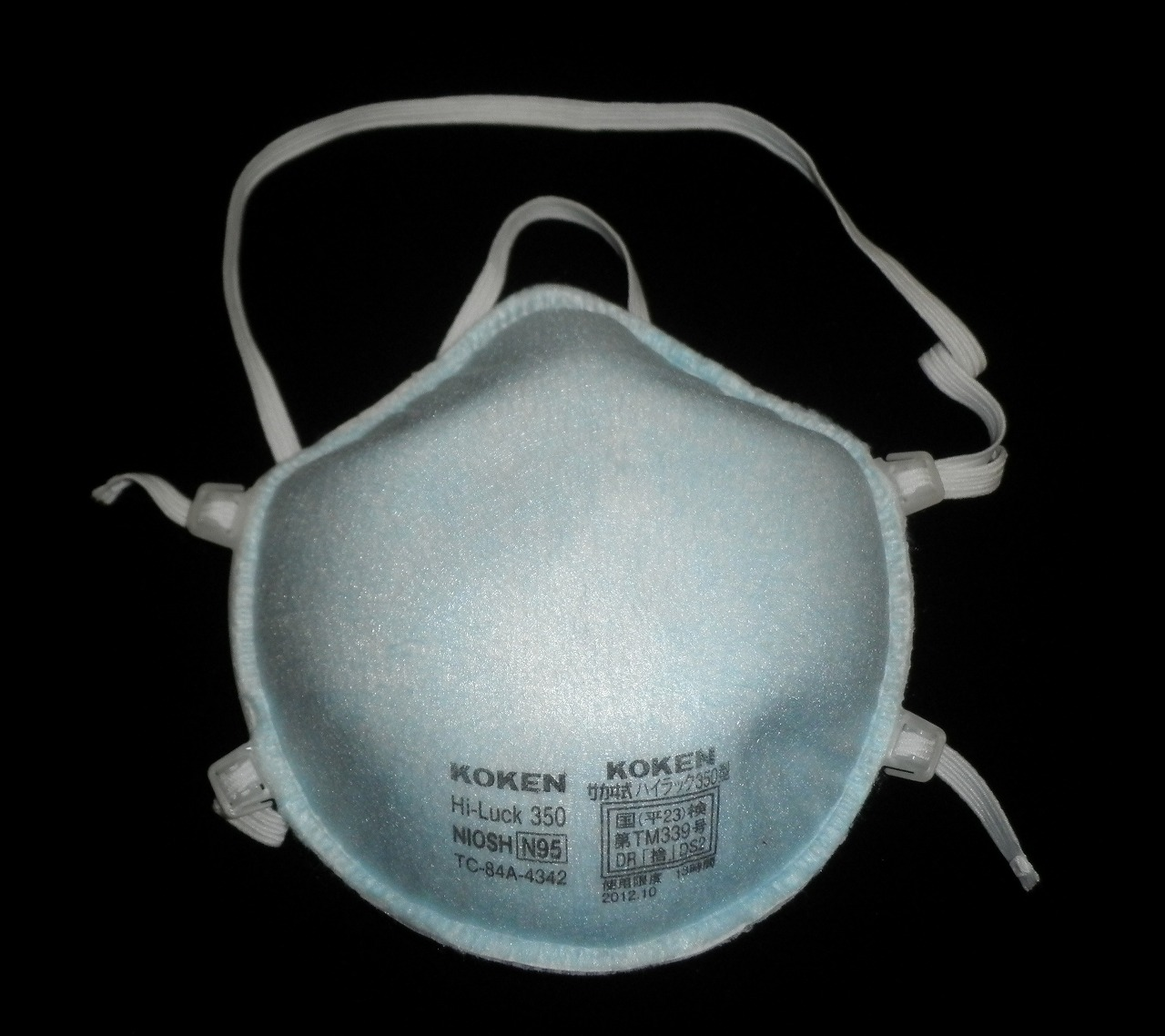
N95-Maske

In den Vereinigten Staaten wurde vom National Institute for Occupational Safety and Health (NIOSH) der Standard 42 CFR Part 84 herausgegeben, der die zulässigen Schutzmasken (NIOSH-approved particulate filtering facepiece respirators) in sieben Klassifikationsstufen (N95, Surgical N95, N99, N100, R95, P95, P99 und P100) einteilt (United States NIOSH-42CFR84). Der Buchstabe N bedeutet, dass die damit gekennzeichnete Maske nicht ölresistent ist, während ein R eine teilweise, das P eine starke Ölresistenz ausweist. Die Zahlen stehen für die jeweilige Filterleistung aerogen übertragbarer Partikel; so filtern z. B. Masken mit der Kennzahl 95 mindestens 95 %; für Masken mit der Kennzahl 100 müssen mindestens 99,97 % Filterleistung nachgewiesen werden.
Die Masken, die diesem Standard entsprechen, müssen außerdem mit weiteren Kennzeichen versehen sein, z. B. dem Logo oder dem Namen des NIOSH sowie der Modell-Nummer. Die Maske des Standards „N95“ entspricht laut der Bundesanstalt für Arbeitsschutz und Arbeitsmedizin (BAuA) „im Wesentlichen den Anforderungen an FFP2-Masken“.
In Kanada werden ebenfalls die NIOSH-zertifizierten Masken verwendet. Außerdem wurde dort der Standard Z94.4-11 Selection, Use and Care of Respirators der Canadian Standards Association (CSA) veröffentlicht.
In Australien und Neuseeland gaben die Normungsorganisationen Standards Australia und Standards New Zealand eine gemeinsame Norm heraus, die AS/NZS 1716-2012 Respiratory protective devices. Entsprechende Masken oder deren Verpackung müssen mit AS/NZS 1716 gekennzeichnet sein. Masken des Standards P2 entsprechen „im Wesentlichen den Anforderungen an FFP2-Masken“.
In Japan gilt nach der JMHLW-Notification 214 (2018) die Kennzeichnung DS als einer von mehreren Standards für Staubmasken; dabei entspricht der Standard DS2 „im Wesentlichen dem Standard N95 in den USA“. Vor dem Inverkehrbringen müssen Hersteller oder Importeure die nationale japanische Typgenehmigung für die jeweiligen Produkte bestehen.

#### Datenbank für mangelhafte Produkte
Hinweise auf mangelhafte Produkte findet man auf der Internetseite der Bundesanstalt für Arbeitsschutz und Arbeitsmedizin. Die Bundesanstalt für Arbeitsschutz und Arbeitsmedizin (BAuA) veröffentlicht in ihrer Datenbank „Gefährliche Produkte“ ihr bekannt gewordene Produktrückrufe, Produktwarnungen, Untersagungsverfügungen und sonstige Informationen zu gefährlichen Einzelprodukten, die in Deutschland u. a. durch das Produktsicherheitsgesetz (ProdSG) geregelt sind.

#### Datenbank für in der EU zugelassene FFP-Masken
Es werden auch FFP-Masken ohne oder mit falscher CE-Kennzeichnung auf den Markt gebracht. Die NANDO-Datenbank der EU-Kommission gibt darüber Auskunft, ob die auf einer FFP-Maske aufgedruckte CE-Zertifizierungsstelle (z. B. CE 0044, TÜV NORD) für die Inverkehrbringung von Atemschutzmasken in der EU zugelassen ist.

#### Anwendung von FFP-Masken
FFP-Masken werden als Teil einer persönlichen Schutzausrüstung im Rahmen des Arbeitsschutzes in Bereichen verwendet, in denen sich gesundheitsschädliche Stoffe in der Luft befinden. Masken ohne Ventil filtern sowohl die eingeatmete Luft als auch die Ausatemluft und sind daher als Eigen- und Fremdschutz geeignet. Eine Maske mit Ausatemventil filtert hingegen nur die eingeatmete Luft, weshalb sie nur dem Eigenschutz dient. Zur Einhaltung einer in der Öffentlichkeit vorgeschriebenen Maskenpflicht sind daher Masken mit Ausatemventil nicht geeignet, da sie keinen Fremdschutz bieten; es sei denn, das Ventil ist nach DIN EN 14683 mit einem Vlies abgedeckt, z. B. einem zusätzlichen Mund-Nasen-Schutz. Andererseits erhöht sich durch den reduzierten Hitze- und Feuchtigkeitsstau die Tragedauer, was im Falle einer begrenzten Verfügbarkeit berücksichtigt werden sollte. Ein weiteres Problem ist, dass viele derzeit auf dem Markt befindliche und als FFP2 gekennzeichnete Masken, die zum Teil auch in Krankenhäusern eingesetzt wurden, die Schutzkriterien nicht erfüllen.
Vor allem auf Intensivstationen werden FFP2- und FFP3-Masken zum Infektionsschutz der Mitarbeiter verwendet.
Die in Deutschland gültigen Technischen Regeln für Biologische Arbeitsstoffe fordern, dass bei Tätigkeiten an oder in unmittelbarer Nähe von Patienten, die an luftübertragbaren Krankheitserregern erkrankt sind, mindestens FFP2-Masken getragen werden. Dies gilt z. B. bei direkter Versorgung von Patienten mit bestätigter oder wahrscheinlicher Coronavirus-Krankheit-2019. Wenn FFP2-Masken nicht zur Verfügung stehen, soll ein Mund-Nasen-Schutz als Schutz gegen Tröpfchen verwendet werden. Bei allen Tätigkeiten, die mit starker Aerosolproduktion einhergehen (z. B. Intubation oder Bronchoskopie), sollen Atemschutzmasken (FFP3) getragen werden.
Da fehlerhaftes An- und Ablegen Persönlicher Schutzausrüstung (PSA) zu einer ungewünschten Kontamination führen kann, ist dabei jeweils eine besondere Vorgehensweise angezeigt, so auch für den Umgang mit Schutzmasken. Das Robert Koch-Institut gab im Zusammenhang mit der COVID-19-Pandemie dazu Empfehlungen heraus, darunter Hinweise für Fachpersonal zum sicheren An- und Ablegen von Atemschutzmaske und Schutzbrille.

#### Allgemeine Hinweise zum korrekten Gebrauch von FFP-Masken
FFP-Masken sind ein komplexes Medizinprodukt. Daher sind beim Gebrauch wichtige Regeln zu beachten, um Infektionen durch unsachgemäße Nutzung zu vermeiden. Eine entsprechende Anleitung hat bspw. das Gesundheitsamt der Kreisverwaltung Mainz-Bingen zusammengestellt (s. u.).
1. Zugelassene FFP-Masken tragen das CE-Zeichen mit der vierstelligen Nummer der jeweiligen Prüfstelle. Es sollten für den Fremdschutz vor Viren ausschließlich Masken ohne Ausatemventil getragen werden.
2. Um eine Verwechslung zu vermeiden, sollte die eigene Maske mit einem Farbpunkt, Namen o. ä. gekennzeichnet werden.
3. Aus Hygienegründen sollte das Innere der Maske nicht berührt werden.
4. Vor dem Aufsetzen der Maske sollten die Hände desinfiziert werden.
5. Die Maske sollte zunächst am Kinn aufgesetzt werden.
6. Zum Anpassen des Nasenbügels drückt man ihn zunächst von oben auf den Nasenrücken und dann gegen die beiden Seiten der Nase.
7. Die Maske muss Mund und Nase stets vollständig bedecken.
8. Es ist auf enges Anliegen der Maskenränder zu achten.
9. Beim ersten Tragen wird die Dichtheit der Maske durch Ausblasen geprüft, während die Maske beidseitig leicht mit den Händen angedrückt wird. Gegebenenfalls wird der Sitz der Maske oder die Anpassung des Nasenbügels an die Nasenkontur korrigiert. Den richtigen Sitz der Maske kann man auch daran erkennen, dass sie sich beim Einatmen zusammenzieht und beim Ausatmen wieder aufbläht.
10. Zu beachten ist, dass ein Bart den Dichtsitz der Maske verhindert und ungefilterte Luft hindurch lässt. Bereits ein Dreitagebart kann die Filterleistung der Maske verringern.
11. Beim Auf- und Absetzen sollte die Maske möglichst nur an den Haltebändern berührt werden. Nach dem Berühren der Maske sollten die Hände desinfiziert werden.
12. Die Maske sollte schattig und trocken aufbewahrt werden, da UV-Strahlung, Nässe und Feuchtigkeit die schützende elektrostatische Ladung des Maskenvlieses beeinträchtigen. Im Gegensatz zu Stoffmasken sollten Filtermasken darum auch nicht gewaschen oder mit Wasserdampf, flüssigen Desinfektionsmitteln oder anderen Flüssigkeiten behandelt werden.
13. Nach dem Tragen legt man die Maske mit der Innenseite nach unten auf eine zuvor desinfizierte Ablagefläche. So können potentielle Viren nicht von der Ablagefläche oder über Tröpfchen und Aerosole der Umgebungsluft ins Innere der Maske gelangen. Alternativ kann die Maske an die Wand gehängt werden, wobei deren Innenseite zur Wand zeigen sollte. Die Maske sollte nicht in Jacken- oder Hosentasche gesteckt werden, wenn darin auch Geld, Schlüssel oder andere potentiell kontaminierte Gegenstände aufbewahrt werden.
14. Die Maske sollte nach 8 Stunden Tragedauer oder im Falle einer Beschädigung durch eine neue ersetzt werden.

Bestimmte FFP-Masken werden im Nacken und am Hinterkopf befestigt. Diese sind daher anders auf- und abzusetzen als FFP-Masken mit Ohrbändern, wie ein Lehrvideo des Maskenherstellers Dräger demonstriert. Kritisch anzumerken ist, dass die Maske nicht, wie im Film, nach hinten über das Haar abgestreift werden sollte, sondern nach vorne, da eine Kontaktinfektion über die Haare laut Berufsgenossenschaft für Gesundheitsdienst und Wohlfahrtspflege nicht auszuschließen ist.

#### Tragedauer unter Mangelbedingungen
Sofern vom Hersteller nicht anders angegeben, sind FFP-Masken aus hygienischen Gründen grundsätzlich für einmalige Nutzung innerhalb einer Arbeitsschicht von maximal acht Stunden vorgesehen. Bei wiederverwendbaren Masken muss, sofern vom Hersteller vorgesehen, der Dichtrand der Maske desinfiziert werden. In Deutschland empfehlen die Arbeitsschutzausschüsse beim Bundesministerium für Arbeit und Soziales (BMAS), eine Schutzmaske mit Atemventil maximal 120 Minuten, ohne Atemventil höchstens 75 Minuten zu tragen; vor der erneuten Verwendung ist eine Erholungszeit von 30 Minuten einzuhalten.
Je nach Tätigkeit kann eine arbeitsmedizinische Vorsorgeuntersuchung des Beschäftigten erforderlich sein, wenn er bei seiner Tätigkeit FFP-Masken länger als 30 Minuten am Tag trägt. Die Deutsche Gesetzliche Unfallversicherung (DGUV) empfiehlt in ihrer Handlungsanleitung für die arbeitsmedizinische Vorsorge nach dem DGUV Grundsatz G26 Atemschutzgeräte (BGI/GUV-I 504-526), dass der Betriebsarzt mit einbezogen wird und eine Gefährdungsbeurteilung nach Arbeitsschutzgesetz durchgeführt wird.
Verschiedene Untersuchungen aus dem Jahr 2006 und 2020 beschäftigten sich damit, wie sich das längere Tragen von N95-Masken auf die Gesundheit auswirkt: Dabei wurde bei einem Projekt festgestellt, dass bei einer Tragedauer von mehr als vier Stunden vermehrt Kopfschmerzen auftraten (da die Maske im Gesicht die Entfernung von Kohlendioxid während des Ausatmens stört).
Zum Teil entzündliche Hautreaktionen wurden bei einer anderen Studie festgestellt, in der die Tragedauer der N95-Masken durchschnittlich acht Stunden täglich über einen Zeitraum von über acht Monaten betrug.

#### Wiederverwendbarkeit von FFP-Masken
Wiederverwendbare Masken vom Typ FFP 2 oder 3 sind mit dem Buchstaben „R“ für reusable gekennzeichnet und CE-zertifiziert; sie erfüllen die EN-Norm 149. Es müssen seitens des Herstellers Prüfdokumente, Anweisungen zur Handhabung und Desinfektion bereitgestellt werden.
In manchen Kliniken wurden, um einem Mangel zu begegnen, auch FFP3-Masken, die mechanisch in Ordnung waren, wiederaufbereitet, sterilisiert und wiederverwendet. Sie wurden danach aber manchmal aus Sicherheitsgründen um eine Stufe von FFP3 auf FFP2 zurückgestuft. Für bestimmte Aufbereitungsverfahren vergleichbarer Einweg-N95-Masken konnte eine Arbeitsgruppe der Centers for Disease Control and Prevention (CDC) eine Reduktion der Filterwirkung um bis zu 40 % zeigen, während andere Verfahren die Filterwirkung weitgehend erhielten. Anhand bestehender Forschungsergebnisse zur Aufbereitung von N95-Schutzmasken wurden vom CDC Empfehlungen für das amerikanische Gesundheitswesen zur Umsetzung einer begrenzten Wiederaufbereitung veröffentlicht. Im Rahmen der COVID-19-Pandemie bildete sich mit N95DECON ein interdisziplinäres Forschungskonsortium, welches sich wissenschaftlich mit der Dekontamination und Wiederverwendbarkeit der Masken befasst und regelmäßig daraus resultierende Erkenntnisse veröffentlicht.

#### Ausnahmeregelungen 2020 für Deutschland in der COVID-19-Pandemie

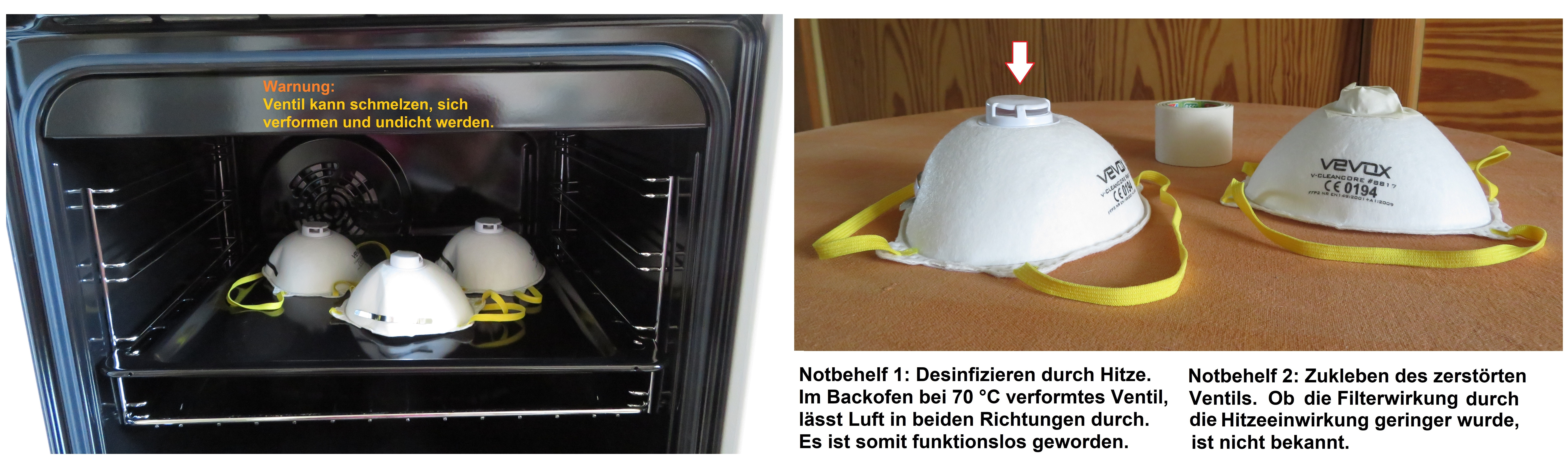
Behelfsmäßige Sterilisierung im Backofen (2020)

Das Robert Koch-Institut (RKI) gab im März 2020 eine Handlungsoption heraus, um der zunehmenden Knappheit von Mund-Nasen-Schutz (MNS) und FFP2-Masken im Zusammenhang mit der COVID-19-Pandemie zu begegnen. Diese regelte den ressourcenschonenden Einsatz von Mund-Nasen-Schutz (MNS) und FFP-Masken in Einrichtungen des Gesundheitswesens bei Lieferengpässen. Die Empfehlung wurde in Abstimmung mit dem Ad-hoc-Arbeitskreis zum SARS-CoV-2 des Ausschusses für Biologische Arbeitsstoffe (ABAS) und in Zusammenarbeit mit dem Bundesministerium für Arbeit und Soziales erstellt und enthielt Hinweise auf mögliche Aufbereitungs- bzw. Desinfektionsverfahren. Laut der Vorlage des BMAS und des Bundesministeriums für Gesundheit (BMG) für den Krisenstab der Bundesregierung vom 31. März 2020 wurden die Ausnahmeregelungen zur Wiederverwendung auf maximal sechs Monate befristet. Das Dokument verlor damit seine Gültigkeit zum 31. August 2020.
Damit wurde die Möglichkeit der Wiederverwendung von MNS und FFP-Masken in „ausgerufenen Notfallsituationen“ unter bestimmten Voraussetzungen für den Gesundheitsbereich wieder ausgeschlossen.
Am 11. Januar 2021 veröffentlichte ein Team von Fachleuten der FH Münster und der WWU Münster eine Anleitung zur Wiederverwendung von FFP2-Masken für den Privatgebrauch. Darin wird empfohlen, sieben Masken in einer Woche rotierend zu verwenden, da eventuell anhaftende Corona-Viren in dieser Zeit weitestgehend inaktiv werden. Dieser Zyklus sollte nur fünfmal wiederholt werden.
Zur Senkung einer eventuellen Kontamination kann die Maske in einem Kochbeutel oder einem Gefrierbeutel für zehn Minuten in einen geschlossenen Kochtopf mit kochendem Wasser gelegt werden, wobei der Beutel den Boden des Topfes nicht berühren darf. Die Maske sollte maximal dreimal auf diese Weise desinfiziert werden. Alternativ wird empfohlen, Masken für 60 Minuten bei 80 °C Ober-/Unterhitze im Ofen zu trocknen. Bei diesem Verfahren sollten die Masken nur fünfmal wieder aufbereitet und dann entsorgt werden.

#### Beschleunigte Prüfung aufgrund von COVID-19
Als Reaktion auf die Empfehlung (EU) 2020/403 der Europäischen Kommission Mitte März 2020 haben das Institut für Arbeitsschutz der Deutschen Gesetzlichen Unfallversicherung (IFA) und die DEKRA Testing and Certification GmbH einen Schnelltest für Atemschutzmasken entwickelt: So sollte der akute Mangel an europäisch zugelassenen Produkten mit sogenanntem Pandemieatemschutz kurzfristig begrenzt werden. Den Behörden der EU-Mitgliedstaaten war es auf diese Weise möglich, auch Atemschutzmasken ohne CE-Kennzeichnung organisiert zu kaufen und für einen begrenzten Zeitraum bereitzustellen. Voraussetzung war, dass die Atemschutzmasken ein angemessenes Gesundheits- und Sicherheitsniveau gewährleisten. Außerdem sollten die Masken bei einem akuten Engpass ausschließlich medizinischen und pflegerischen Fachkräften für die Dauer der Gesundheitsbedrohung durch die COVID-19-Pandemie zur Verfügung stehen. Atemschutzmasken, die die Prüfung nach diesem Prüfgrundsatz bestanden hatten, wurde eine technische Vermutungswirkung mit einer Gültigkeit von zwölf Monaten bescheinigt. Es besteht die Möglichkeit, das Produkt als regulären Atemschutz im Bereich der Europäischen Union zu vertreiben, wenn es eine vollständige Prüfung nach der EN 149 besteht und eine Konformitätsbewertung nach der Verordnung (EU) 2016/425 (PSA-Verordnung) von einer Benannten Stelle erfolgt ist.
Ab dem 1. Oktober 2020 stellen die Marktüberwachungsbehörden keine Bestätigungen der Verkehrsfähigkeit mehr aus. Corona-Pandemie-Atemschutzmasken (CPA), die vor dem 1. Oktober 2020 nach § 9 in Verkehr gebracht worden sind, dürfen auch nach dem 30. September 2020 weiterhin vertrieben und vom Arbeitgeber ausgewählt und zur Verfügung gestellt werden.

## Maskensystem

### Normaldruckmaske
Der Druck im Inneren der Maske entspricht genau dem Umgebungsdruck – hierin besteht auch der Unterschied zur Überdruckmaske. Der Druck im Inneren wird durch den Atemregler kontrolliert und eingestellt. Bei Normaldruckmasken ist der Anschluss für den Atemregler im Regelfall blau oder schwarz gekennzeichnet.
Ein Nachteil dieses Systems ist, dass im Falle einer leichten Undichtigkeit der Maske Schadstoffe aus der Atmosphäre beim Einatmen in die Maske gelangen können, da hier kurzzeitig ein leichter Unterdruck herrscht, bis der Atemregler diesen wieder ausgleicht; dafür kann bei einer Undichtigkeit nicht – ggf. unbemerkt – ein größerer Luftverlust (vgl. ÜD-Maske) auftreten.

### Überdruckmaske

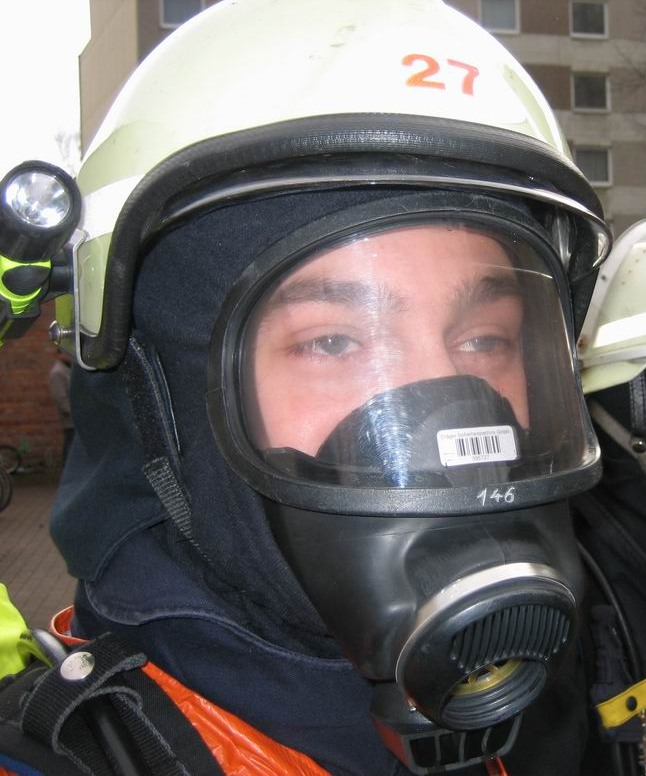
Normaldruckmaske Typ Auer 3S im Feuerwehreinsatz ohne Filterelement

Im Unterschied zur Normaldruckmaske sorgt hier der Atemregler für einen Überdruck in der Atemschutzmaske. Der Überdruck in der Maske liegt bei etwa 4 mbar.
Hier liegt auch der wesentliche Vorteil der Überdruckmaske: Der Atemschutzgeräteträger kann leichter einatmen. Beim Verrutschen oder leichter Undichtigkeit können keine Brandgase oder andere gasförmige Schadstoffe (Gefahrguteinsatz) ins Innere der Maske gelangen. Das Abblasen der Atemluft durch die Undichtigkeit ist gleichzeitig der Nachteil: Der Luftverbrauch bei einer vorliegenden Undichtigkeit kann sich so gegenüber einem Normaldruck-Gerät deutlich erhöhen und damit die Einsatzzeit erheblich verkürzen, was in der Vergangenheit schon zu Zwischenfällen geführt hat. Durch Vorschriften für den Atemschutzeinsatz (Feuerwehren: FwDV 7) wird unter anderem die regelmäßige Überprüfung des Luftvorrates gefordert. Für zusätzliche Sicherheit sorgt bei den Feuerwehren die Atemschutzüberwachung (regelmäßige Druckabfragen, Einsatzzeitüberwachung) und ein Sicherheitstrupp.

### Funktionsweise

#### Verwendung mit Atemregler
Beginnt der Atemschutzgeräteträger zu atmen, erzeugt er in einer dichtsitzenden Atemschutzmaske einen Unterdruck. Über den Atemregler (atemgesteuerte Dosiereinrichtung) wird nun vom Druckminderer über den Atemregler entsprechend Luft in die Maske nachgeführt. Dieser Mitteldruck beträgt nach Gerätetyp zwischen 4,5 und 8,0 bar. Die Atemluft gelangt über das Einatemventil in den Maskenkörper und strömt an der Sichtscheibe vorbei. Dieser Effekt verhindert ein Beschlagen der Sichtscheibe. Nun gelangt die Atemluft über die an der Innenmaske angebrachten Steuerventile in diese hinein und wird veratmet. Beim Ausatmen schließt das Einatemventil und die Ausatemluft strömt über das Ausatemventil ins Freie. Bei der Überdruckmaske kommt hinzu, dass durch ein federbelastetes Ausatemventil ein Überdruck von 3,9 mbar in der Maske herrscht. Dadurch können bei Undichtigkeiten der Maske keine Atemgifte in die Maske gelangen. Der Einatemwiderstand ist im Gegensatz zur Normaldruckmaske niedriger, aber der Ausatemwiderstand wird durch das federbelastete Ausatemventil leicht erhöht.

#### Verwendung mit Atemschutzfilter
Beim Gebrauch von Atemschutzfiltern macht sich der Einatemwiderstand negativ bemerkbar, weil der Atemschutzgeräteträger mit der Atmung diesen Widerstand überbrücken muss. Atmet er nur sehr flach ein und aus, kann sich ein erhöhter Kohlendioxidanteil in der Maske sammeln und nach einer Weile zur Bewusstlosigkeit führen, dem so genannten Airtrapping. Die Gefahr besteht analog bei Kreislaufgeräten mit Pendelatmung. Halbmasken dürfen nur mit Atemschutzfiltern verwendet werden.

### Atemanschlüsse für Normal- und Überdruckluftmaske
Unterschiede der Anschlüsse von Normaldruck- und Überdruckmasken:
Normaldruckmaske
Rundgewindeanschluss nach EN 148-1 (Rd 40 mm × 1/7"), unbelastetes Ausatemventil
Überdruckmaske
Spitzgewindeanschluss nach EN 148-3 (M 45 mm × 3 mm), federbelastetes Ausatemventil, rote Kennzeichnung des Anschlussstücks
Überdruckmaske
ESA (Einheitssteckanschluss) nach DIN 58600
Es besteht auch die Möglichkeit, den Steckanschluss zu verwenden.

## Sonstiges
Schwierigkeiten gibt es immer wieder für Brillenträger und Bartträger. Eine übliche Brille mit den Bügeln, die zu den Ohren führen, kann man in diesem Fall nicht tragen, da die Maske sonst an dieser Stelle undicht würde. So genannte „Gasmaskenbrillen“ sind für den Feuerwehreinsatz ebenfalls nicht zulässig. Diese haben anstatt der Bügel Gummibänder, die analog zur Brille über die Ohren führen. Auch diese Gummibänder beeinträchtigen die Dichtlinie der Atemschutzmaske. Heutige Konstruktionen werden mittels eines Drahtgestells in der Maske festgeklemmt. Seltener werden die Sichtscheiben (bei zweiäugigen Masken) gegen geeignete optische Gläser ausgetauscht.
Undichtheiten entstehen auch durch Kinn- oder Backenbärte, eine Rasur im Bereich der Dichtlippen der Atemschutzmaske ist aus Sicherheitsgründen erforderlich. Messtechnisch lässt sich eine Undichtigkeit schon einige Stunden nach der Rasur nachweisen. Daher werden Bartträger teilweise nicht für den Atemschutzgeräteeinsatz zugelassen.
Seit dem Ende der COVID-19-Pandemie werden Atemschutzmasken häufig zur Verschleierung der Identität bei Demonstrationen verwendet. Diese Umgehung des Vermummungsverbots wird kontrovers diskutiert.

## Militärische Nutzung
Moderne Masken, die außer vor Gasen auch vor staubförmigen ABC-Kampfstoffen bzw. CBRN-Kampfstoffen schützen, werden als ABC-Schutzmasken bzw. CBRN-Schutzmasken bezeichnet. Der Name impliziert eine (begrenzte) Schutzwirkung bei atomaren, biologischen und chemischen Angriffen. Im österreichischen Bundesheer ist für die ABC-Schutzmaske auch die scherzhafte Bezeichnung „Zuzz“ geläufig, die auf die Ähnlichkeit des Filters mit einem Schnuller abzielt. Für die verschiedenen Gase und Schadstoffe stehen jeweils geeignete Filter zur Auswahl.
Historisch wurden im Ersten Weltkrieg noch Pferde eingesetzt. Die Entwicklung von Atemschutz für diese lief von sackförmigen Masken ums Maul zu solchen mit zwei Tampons, die kegelig in die Nüstern eindrangen.

## Galerie

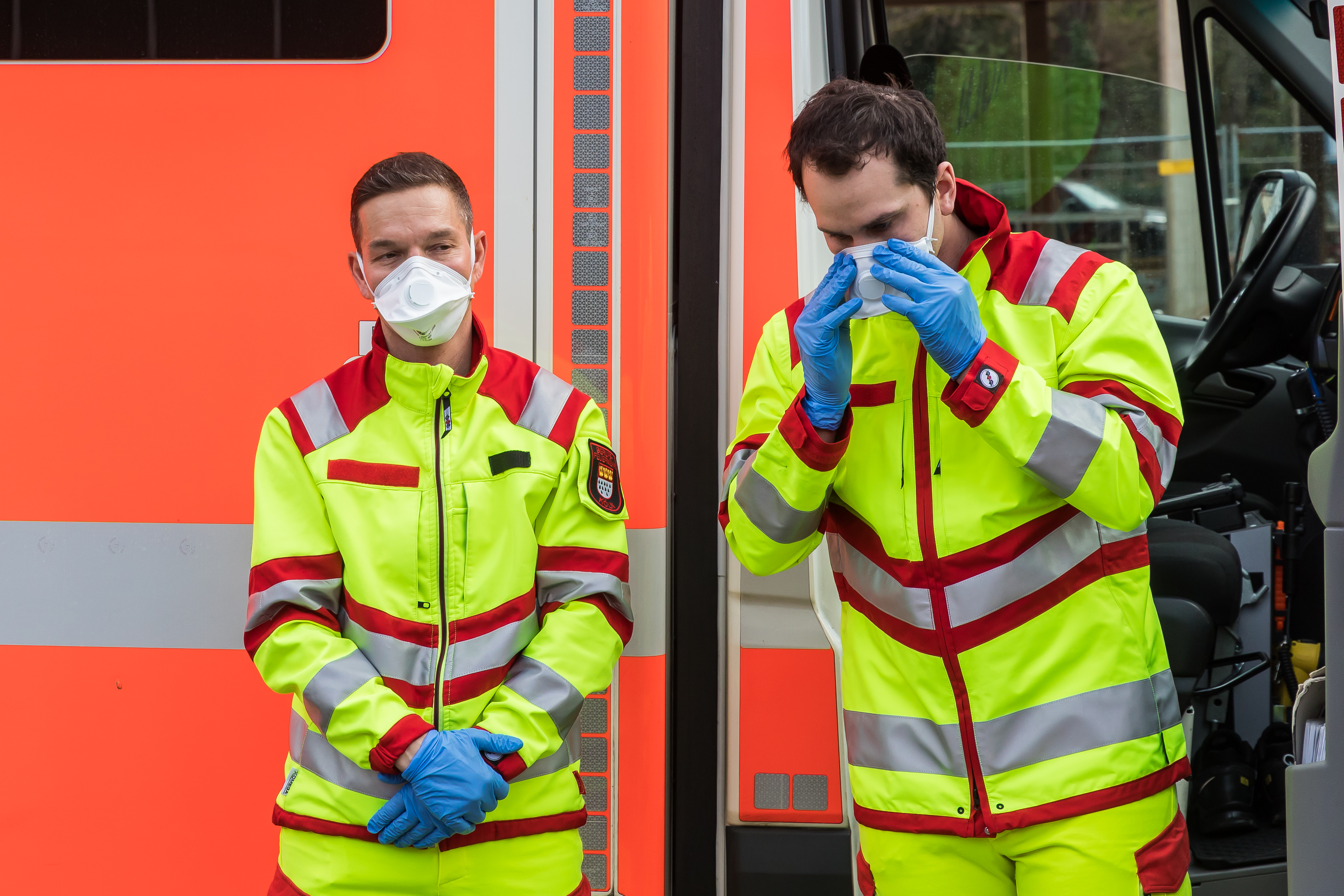
Mitarbeiter des Rettungsdienstes der Berufsfeuerwehr der Stadt Köln beim Anlegen von FFP-Masken zum Infektionsschutz
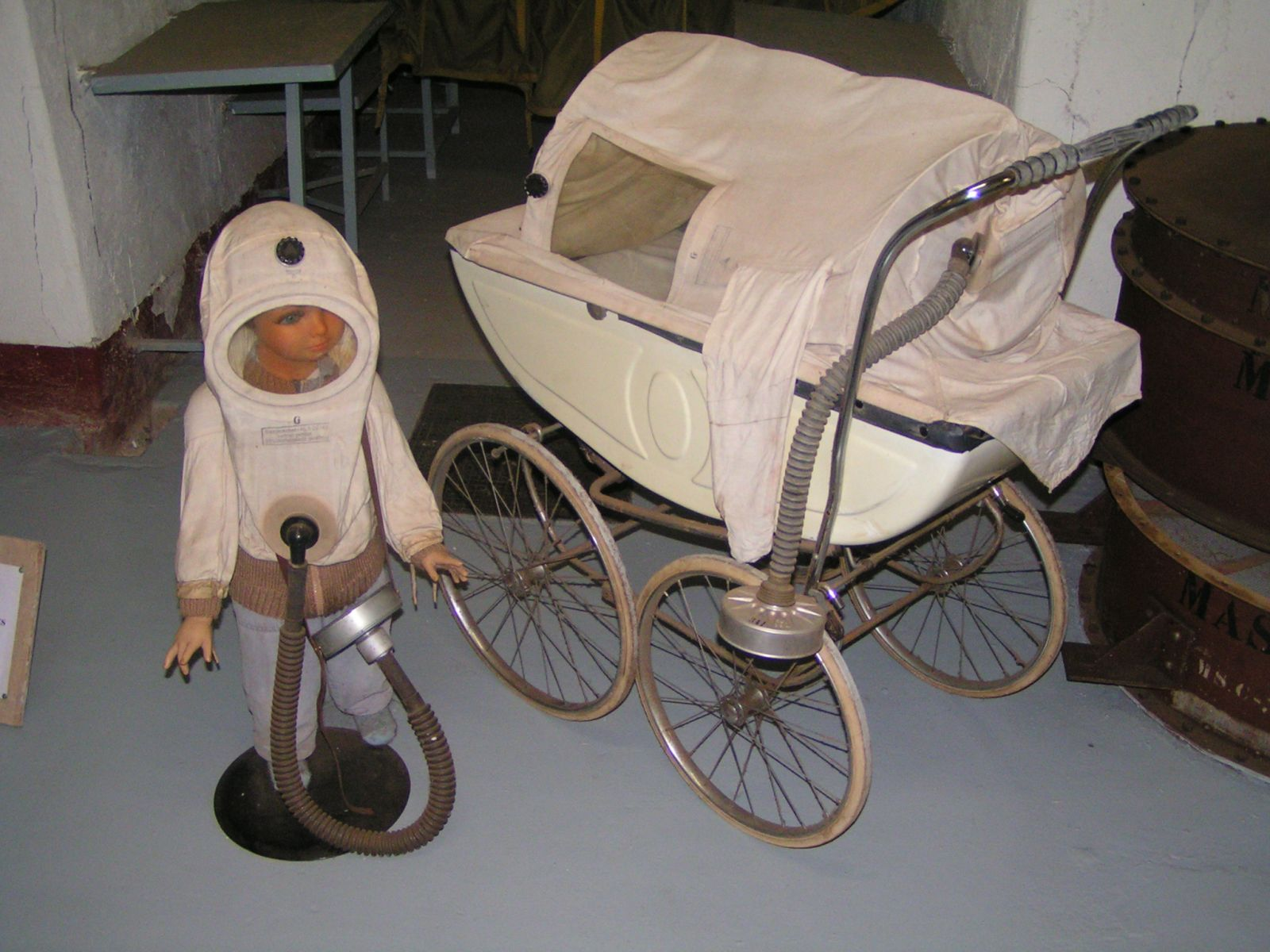
Kindergasmaske und Gasschutz für Kinderwagen (eventuell falsche Schläuche und Filter, außerdem fehlender Blasebalg)
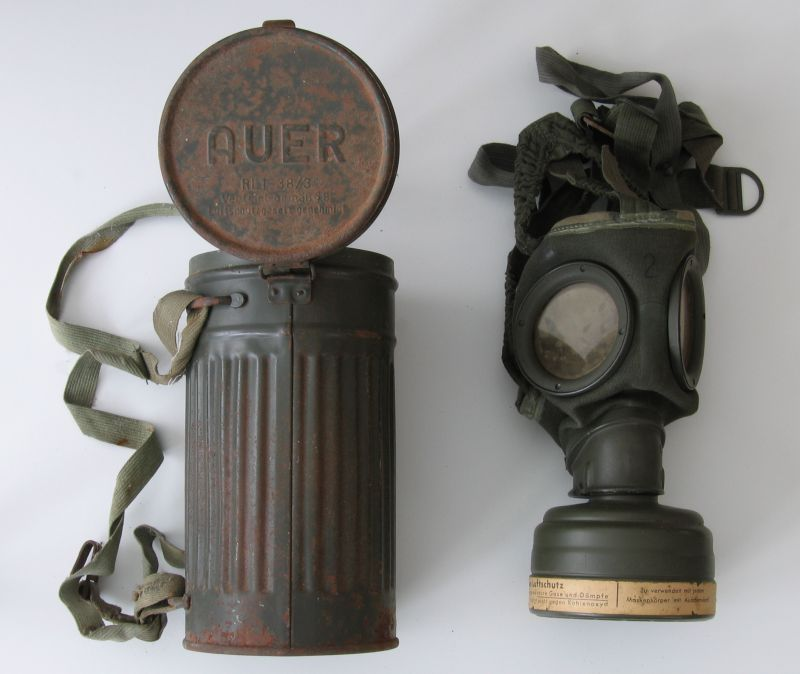
Deutsche Gasmaske der Auergesellschaft mit Tragbüchse, um 1941
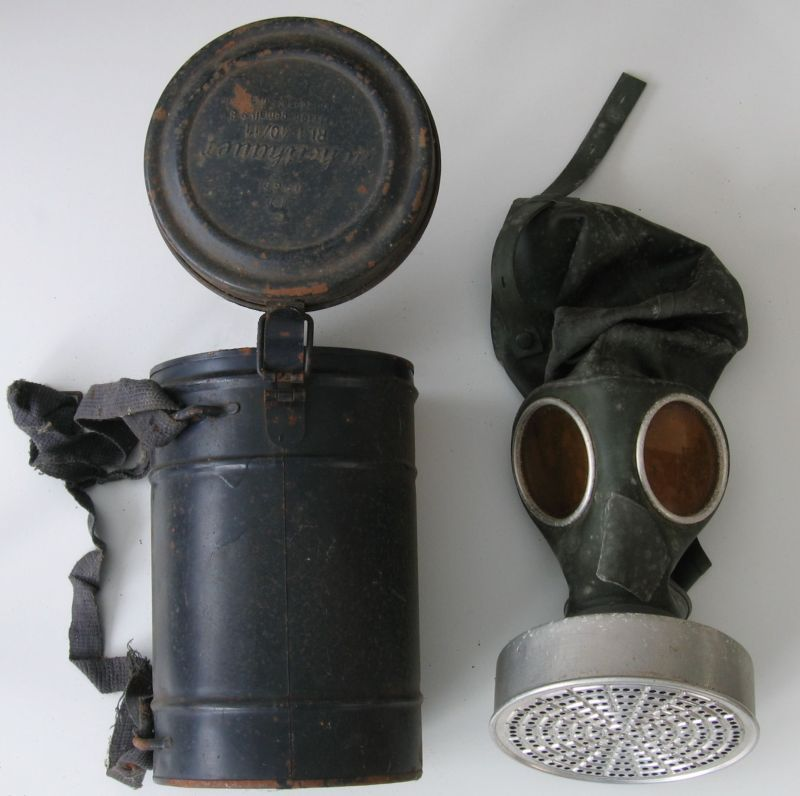
Deutsche Volksgasmaske mit Tragbüchse
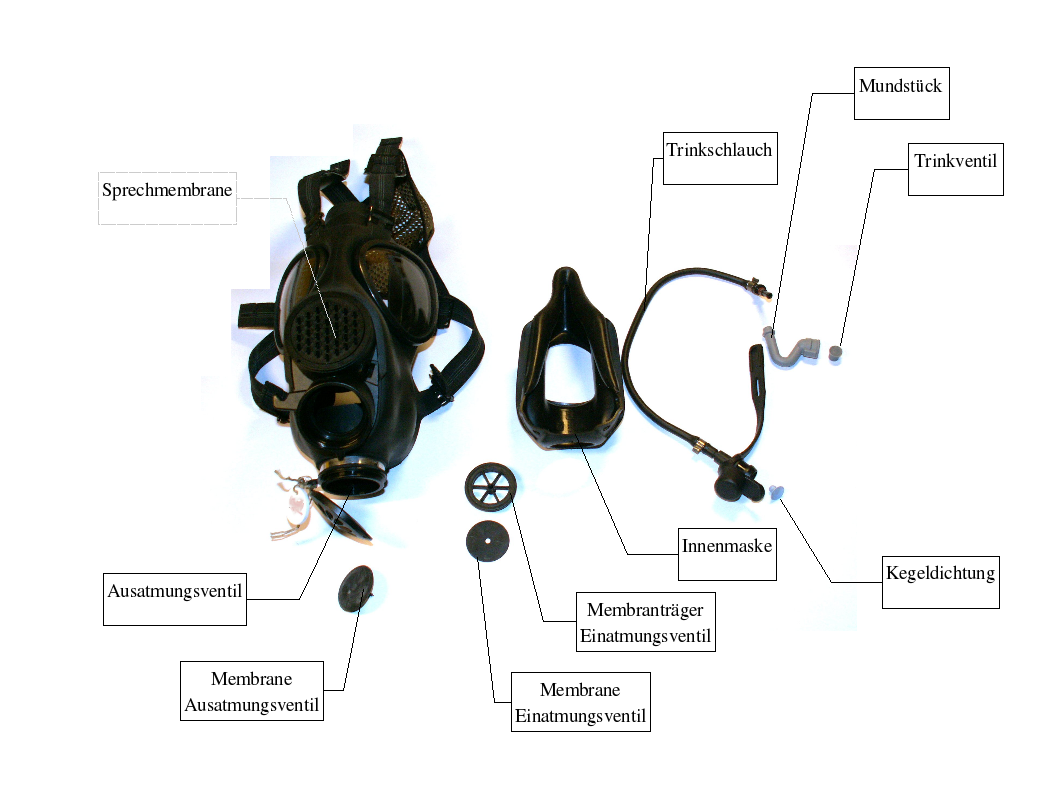
Schutzmaske 90 der Schweizer Armee in ihre Einzelteile zerlegt
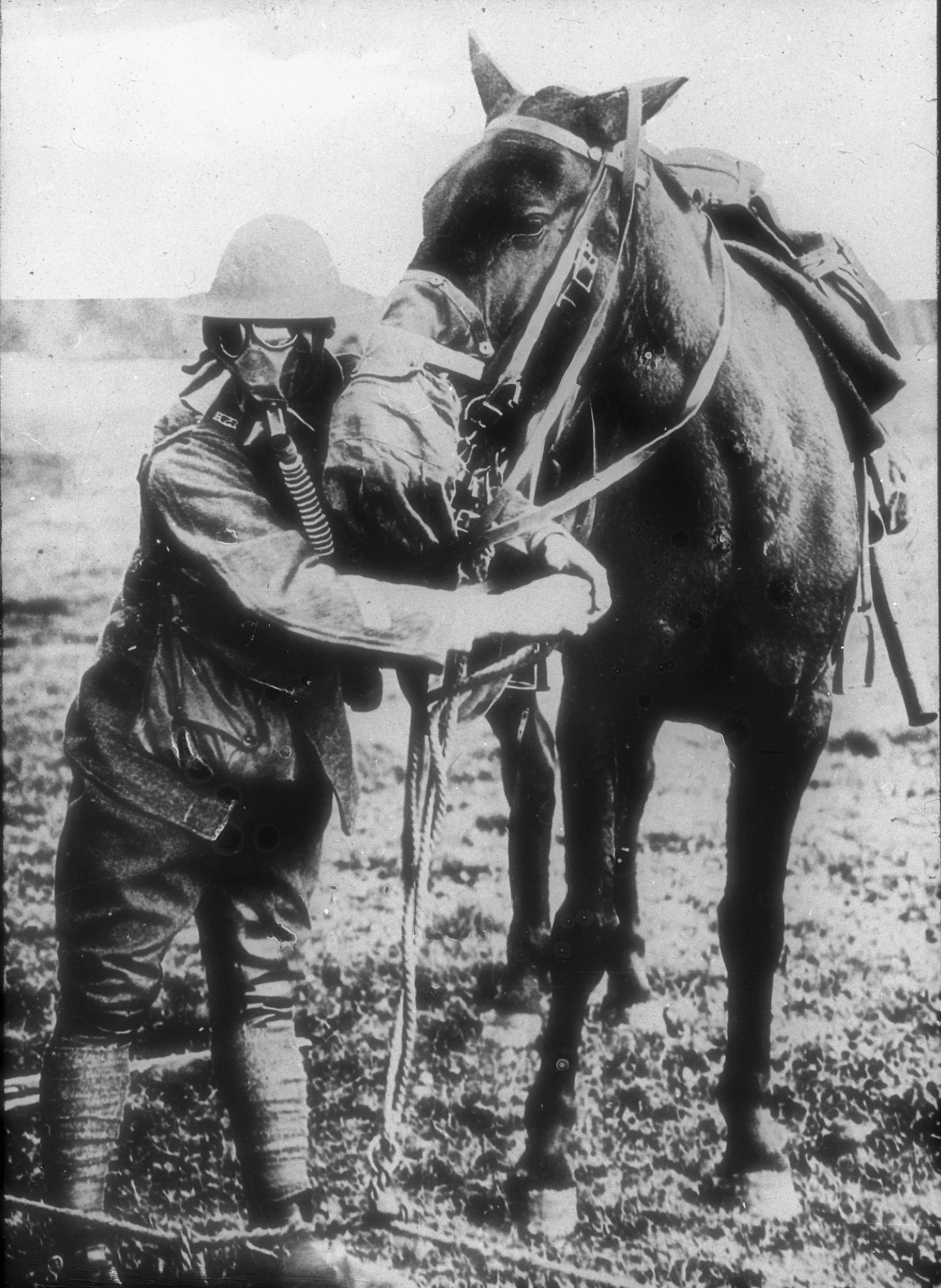
Ein AEF-amerikanischer Soldat demonstriert die Gasmasken für Mann und Pferd, um 1918
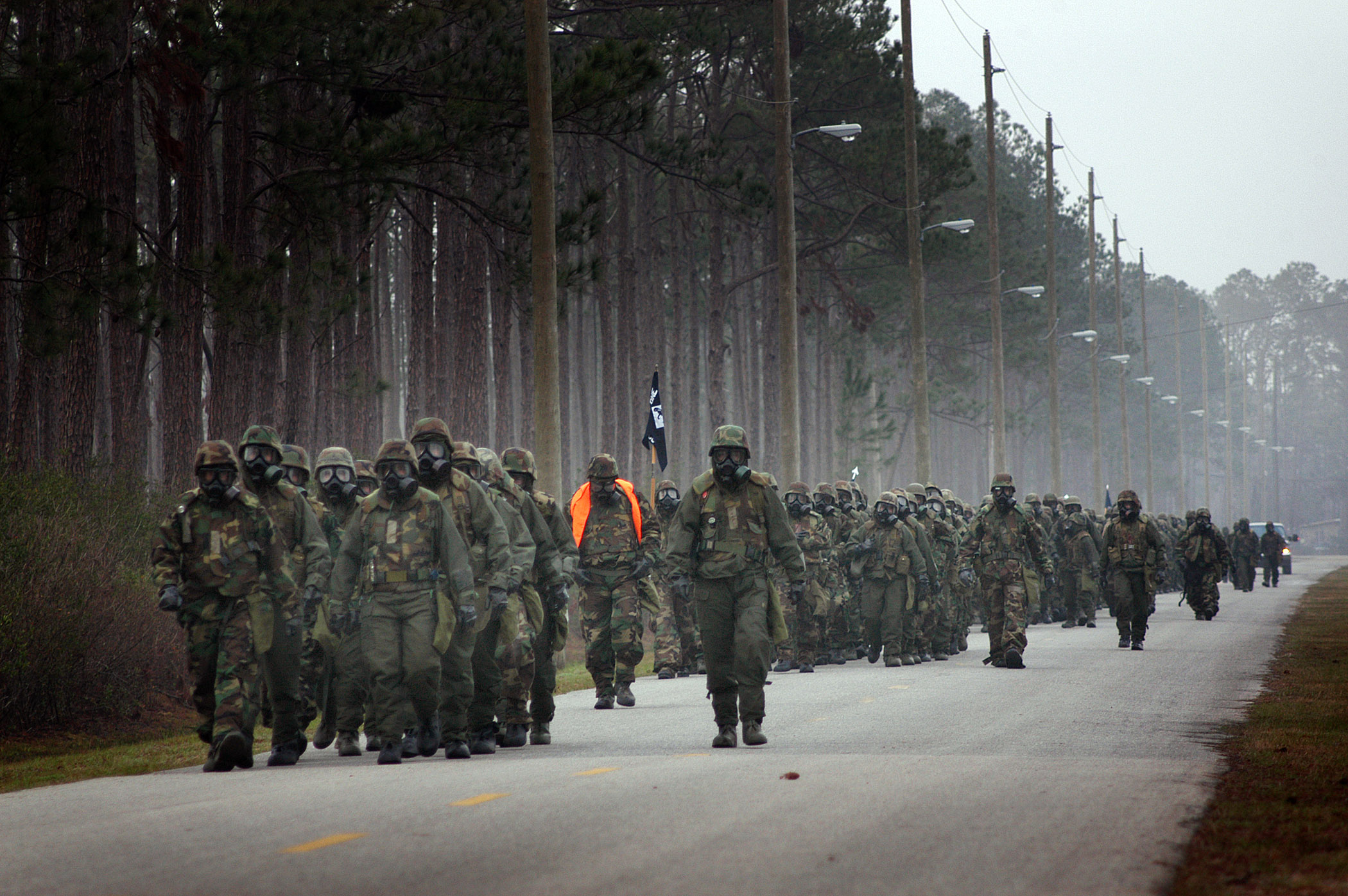
Fußmarsch eines Bataillons der US-Navy mit Gasmasken
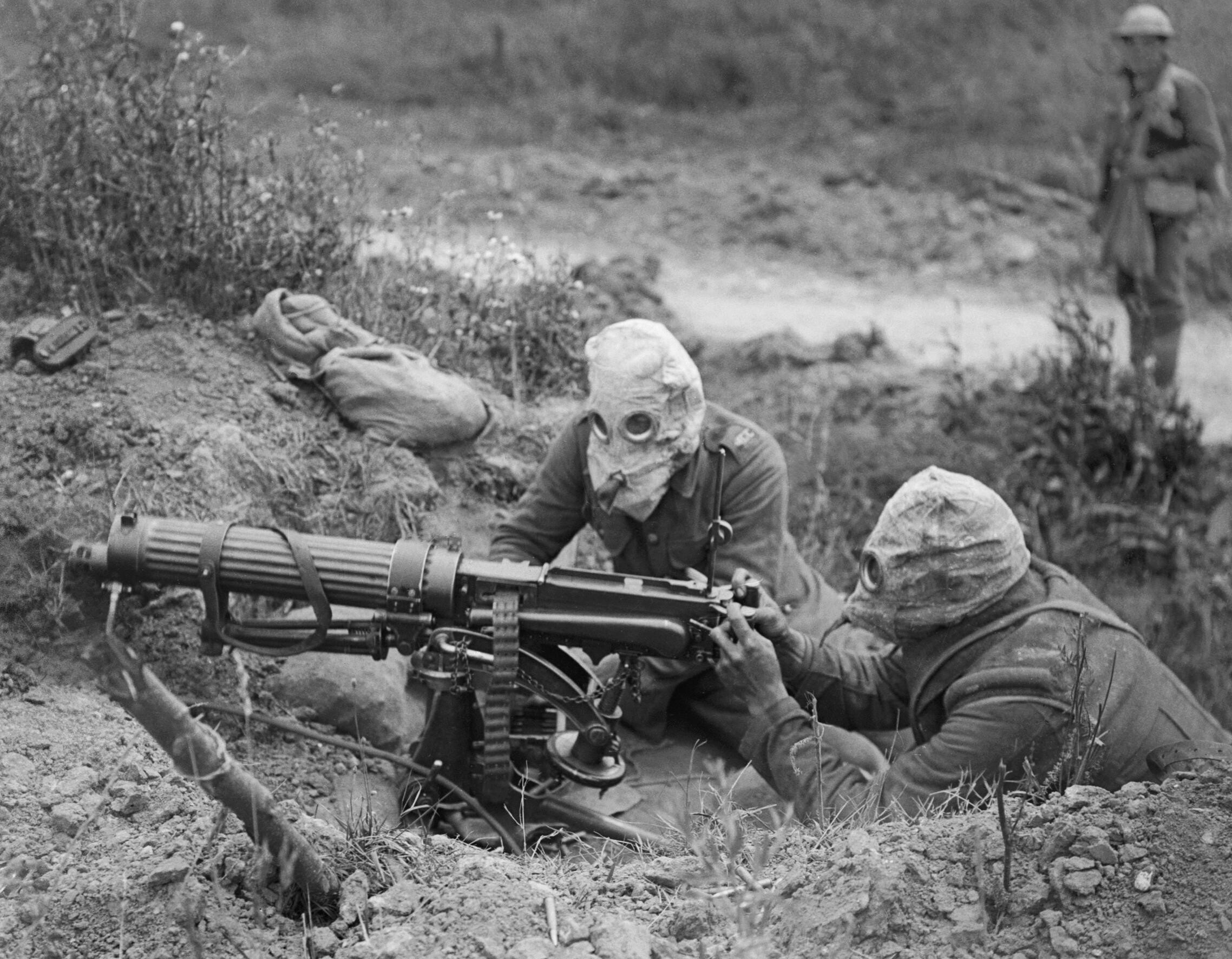
Englische Maschinengewehrmannschaft an der Somme, ausgerüstet mit frühen Gasmasken, Erster Weltkrieg
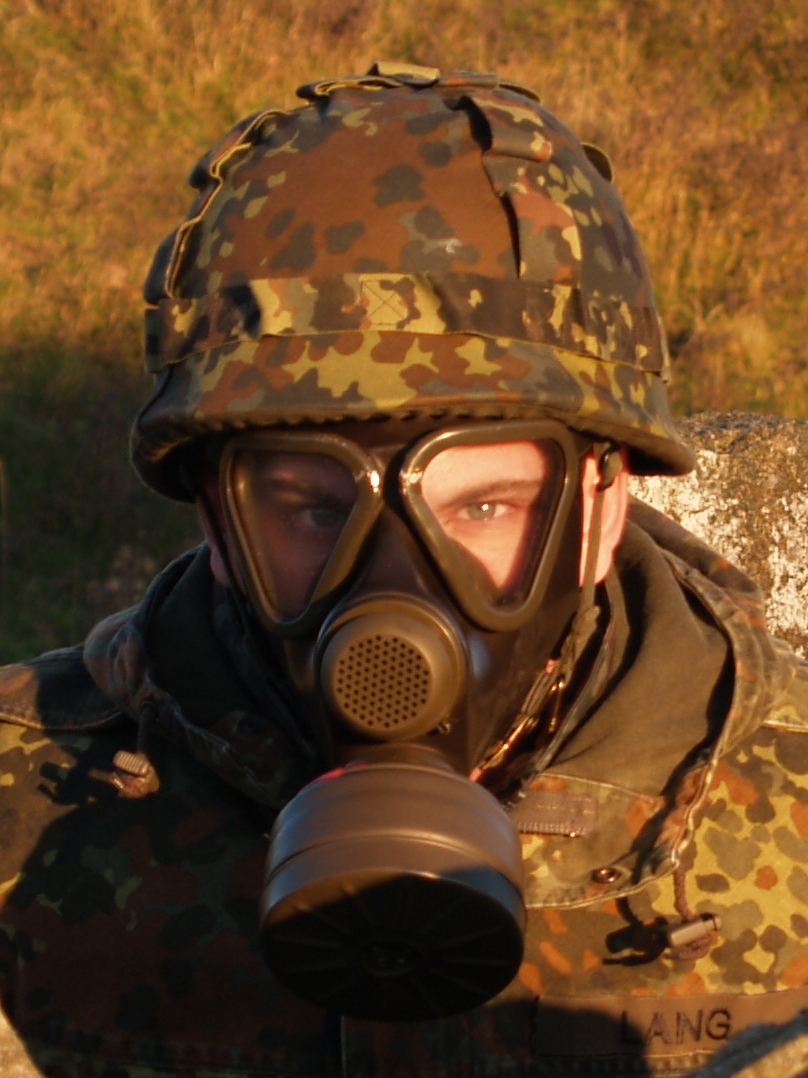
Soldat der Bundeswehr mit ABC-Schutzmaske und Helm
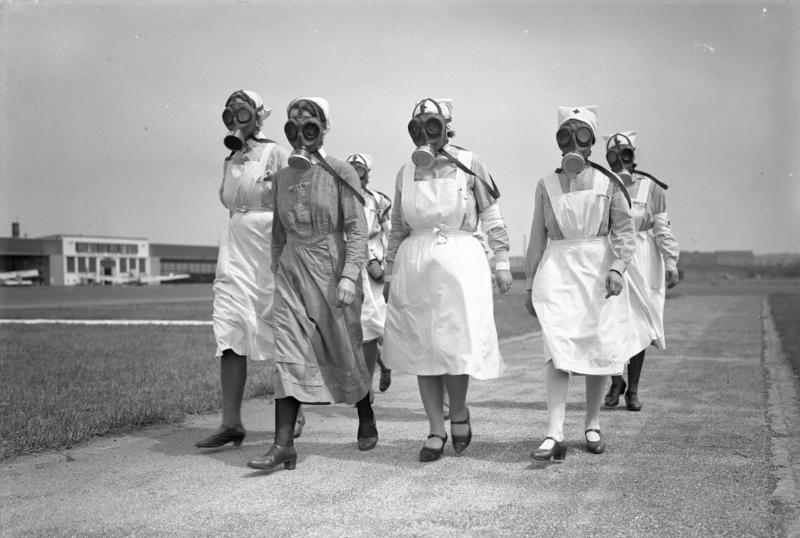
DRK-Schwestern mit Gasmasken bei einer Übung im April 1931
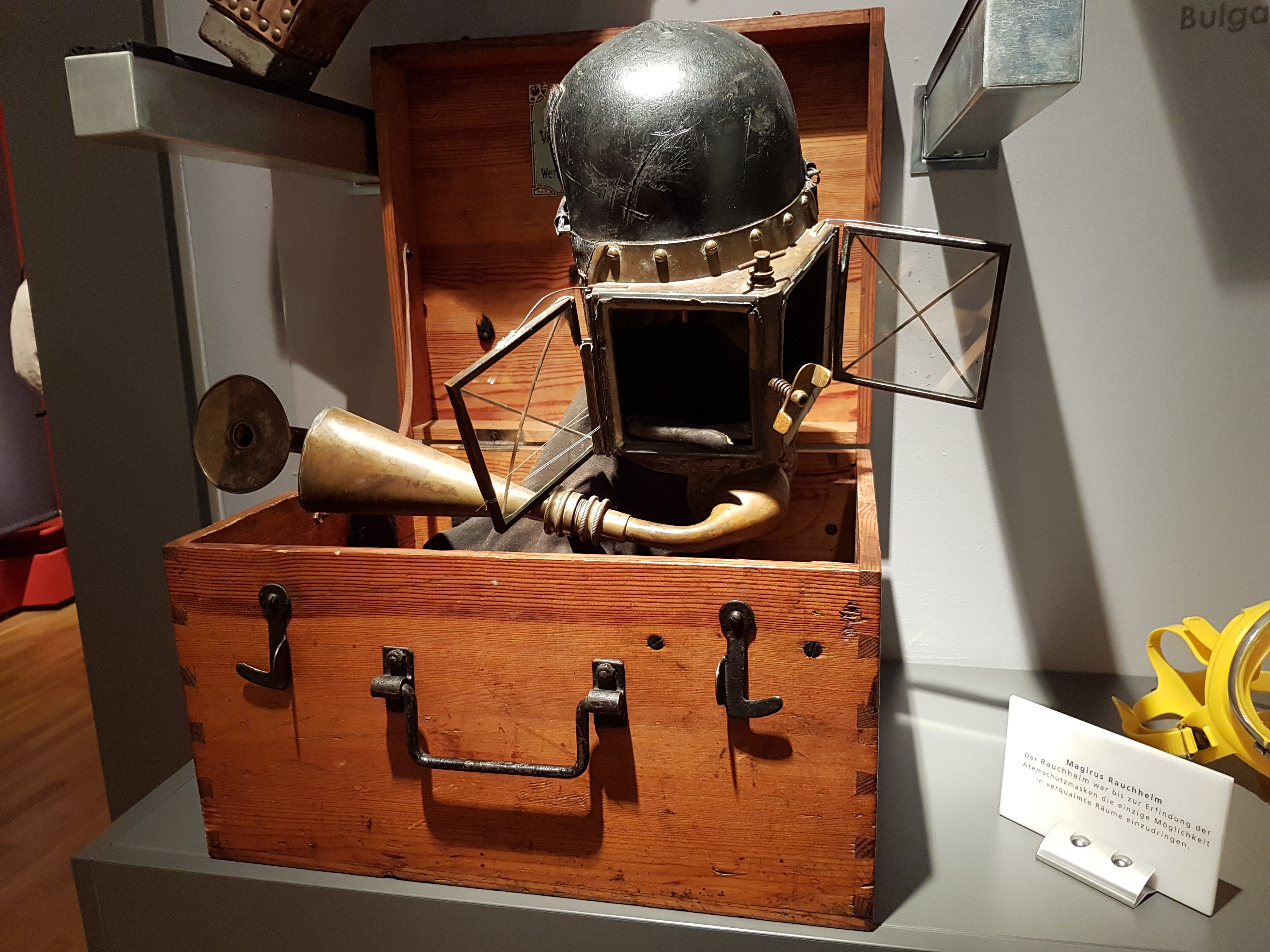
Der Rauchhelm war ein Vorläufer der Atemschutzmaske; die Versorgung mit Atemluft erfolgte über einen Schlauch
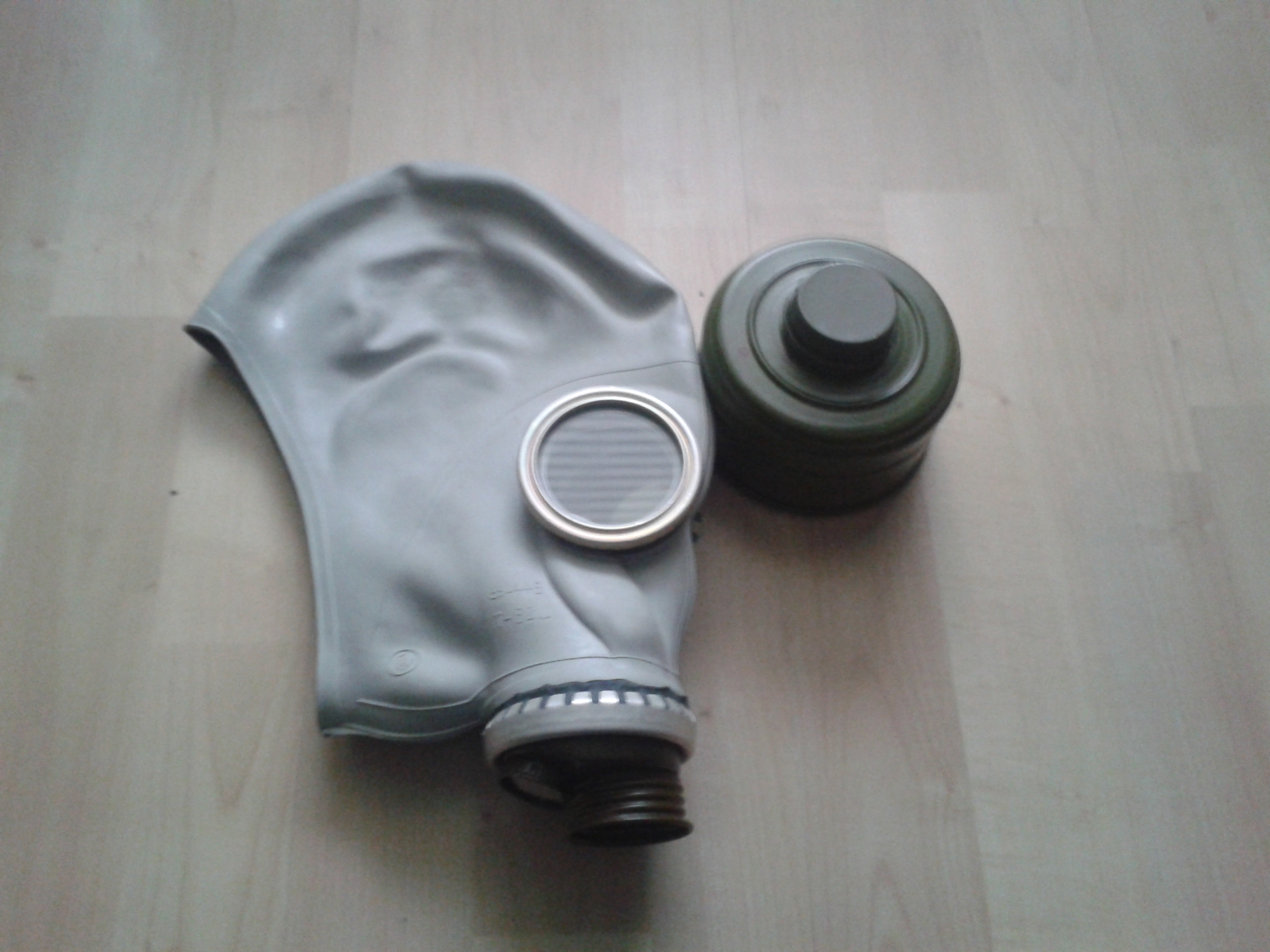
GP-5-Gasmaske: Zwischen 1962 und 1989 hergestellte sowjetische Schutzmaske
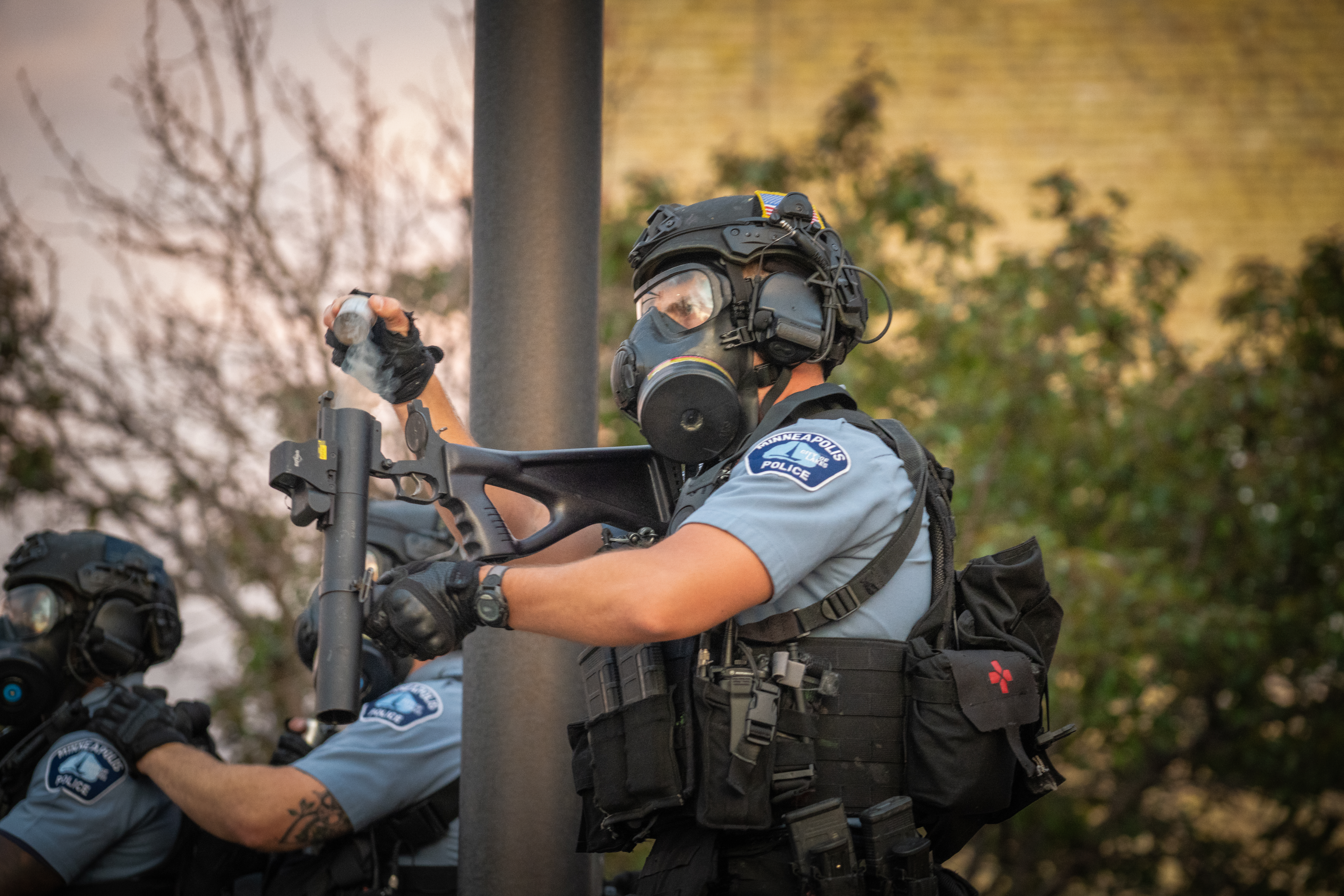
Polizist mit Atemschutzmaske beim Verschießen von Tränengasgranaten

## Schulung von Mitarbeitern
Mehrere Staaten entwickelten Handbücher zur Schulung in der Anwendung von Atemschutzgeräten.
| Schulungsmaterialien für die Auswahl und Verwendung von Atemschutzgeräten | Schulungsmaterialien für die Auswahl und Verwendung von Atemschutzgeräten | Schulungsmaterialien für die Auswahl und Verwendung von Atemschutzgeräten | Schulungsmaterialien für die Auswahl und Verwendung von Atemschutzgeräten | Schulungsmaterialien für die Auswahl und Verwendung von Atemschutzgeräten                               | Schulungsmaterialien für die Auswahl und Verwendung von Atemschutzgeräten                                              |
| Land                                                                      | Sprache                                                                   | Datum der Veröffentlichung                                                | Anzahl der Seiten                                                         | Dokumententwickler-Organisation                                                                         | Textbuch |
| ------------------------------------------------------------------------- | ------------------------------------------------------------------------- | ------------------------------------------------------------------------- | ------------------------------------------------------------------------- | --- | --- |
| Vereinigte Staaten                                                        | Englisch                                                                  | 1987                                                                      | 305                                                                       | National Institute for Occupational Safety and Health (NIOSH)                                           | NIOSH Guide to Industrial Respiratory Protection.                                                                      |
| Vereinigte Staaten                                                        | Englisch                                                                  | 2005                                                                      | 32                                                                        | National Institute for Occupational Safety and Health (NIOSH)                                           | NIOSH Respirator Selection Logic                                                                                       |
| Vereinigte Staaten                                                        | Englisch                                                                  | 1999                                                                      | 120                                                                       | National Institute for Occupational Safety and Health (NIOSH)                                           | TB Respiratory Protection Program In Health Care Facilities.                                                           |
| Vereinigte Staaten                                                        | Englisch                                                                  | 2017                                                                      | 48                                                                        | Pesticide Educational Resources Collaborative (PERC)                                                    | Respiratory Protection Guide. Requirements for Employers of Pesticide Handlers.                                        |
| Vereinigte Staaten                                                        | Englisch und Spanische Sprache                                            | -                                                                         | -                                                                         | Occupational Safety and Health Administration (OSHA)                                                    | Respiratory Protection eTool.Proteccion respiratoria eTool.                                                            |
| Vereinigte Staaten                                                        | Englisch                                                                  | 2011                                                                      | 124                                                                       | Occupational Safety and Health Administration (OSHA)                                                    | Small Entity Compliance Guide for the Respiratory Protection Standard (OSHA 3384 – 09).                                |
| Vereinigte Staaten                                                        | Englisch                                                                  | 2015                                                                      | 96                                                                        | Occupational Safety and Health Administration (OSHA)                                                    | Hospital Respiratory Protection Program Toolkit (OSHA 3767. Resources for Respirator Program Administrators).          |
| Vereinigte Staaten                                                        | Englisch                                                                  | 2012                                                                      | 54                                                                        | Occupational Safety and Health Administration (OSHA) in North Carolina                                  | A Guide to Respiratory Protection (Industry Guide 44).                                                                 |
| Vereinigte Staaten                                                        | Englisch                                                                  | 2014                                                                      | 44                                                                        | Occupational Safety and Health Administration (OSHA) in Oregon                                          | Breathe Right! Oregon OSHA’s guide developing a respiratory protection program for small-business owners and managers. |
| Vereinigte Staaten                                                        | Englisch                                                                  | 2016                                                                      | 32                                                                        | Occupational Safety and Health Administration (OSHA) in Oregon                                          | Air you breathe: Oregon OSHA's respiratory protection guide for agricultural employers.                                |
| Vereinigte Staaten                                                        | Englisch                                                                  | 2014                                                                      | 38                                                                        | Occupational Safety and Health Administration (OSHA) in Oregon                                          | Respiratory Protection. Oregon OSHA Technical Manual.                                                                  |
| Vereinigte Staaten                                                        | Englisch                                                                  | 2017                                                                      | 51                                                                        | Occupational Safety and Health Administration (OSHA) in California                                      | Respiratory Protection in the Workplace. A Practical Guide for Small-Business Employers. 3 ed.                         |
| Vereinigte Staaten                                                        | Englisch                                                                  | 2001                                                                      | 166                                                                       | Office of Nuclear Reactor Regulation. Washington, DC (USA), U.S. Nuclear Regulatory Commission          | Manual of Respiratory Protection Against Airborne Radioactive Material (NUREG/CR-0041, Revision 1).                    |
| Vereinigte Staaten                                                        | Englisch                                                                  | 1986                                                                      | 173                                                                       | National Institute for Occupational Safety and Health (NIOSH) und Environmental Protection Agency (EPA) | A guide to respiratory protection for the asbestos abatement industry (NIOSH IA 85 – 06; EPA DW 75932235-01-1).        |
| Kanada                                                                    | Französische Sprache                                                      | 2013, 2002                                                                | 60                                                                        | Commission des normes, de l'equite, de la sante et de la securite du travail                            | Appareils de protection respiratoire.; Guide pratique de protection respiratoire 2ed.                                  |
| Kanada                                                                    | Englische Sprache                                                         | 2015                                                                      | -                                                                         | Institut de recherche Robert-Sauve en sante et en securite du travail (IRSST)                           | A support tool for choosing respiratory protection against bioaerosols.                                                |
| Kanada                                                                    | Französische Sprache                                                      | 2015                                                                      | -                                                                         | Institut de recherche Robert-Sauve en sante et en securite du travail (IRSST)                           | Un outil d’aide a la prise de decision pour choisir une protection respiratoire contre les bioaerosols.                |
| Frankreich                                                                | Französische Sprache                                                      | 2017                                                                      | 68                                                                        | l’Institut national de recherche et de sécurité (INRS)                                                  | Les appareils de protection respiratoire. Choix et utilisation. (ED 6106) 2ed.                                         |
| Deutschland                                                               | Deutsch                                                                   | 2011                                                                      | 174                                                                       | Deutsche Gesetzliche Unfallversicherung (DGUV)                                                          | Benutzung von Atemschutzgeräten.                                                                                       |
| Vereinigtes Königreich                                                    | Englisch                                                                  | 2013                                                                      | 59                                                                        | Health and Safety Executive (HSE)                                                                       | Respiratory protective equipment at work. A practical guide. 4ed.                                                      |
| Vereinigtes Königreich                                                    | Englisch                                                                  | 2016                                                                      | 29                                                                        | The UK Nuclear Industry Radiological Protection Coordination Group (IRPCG)                              | Respiratory Protective Equipment (Good Practice Guide).                                                                |
| Irland                                                                    | Englisch                                                                  | 2010                                                                      | 19                                                                        | The Health and Safety Authority (HSA)                                                                   | A Guide to Respiratory Protective Equipment (HSA0362).                                                                 |
| Neuseeland                                                                | Englisch                                                                  | 1999                                                                      | 51                                                                        | Occupational Safety and Health Service (OSHS)                                                           | A guide to respiratory protection.                                                                                     |
| Chile                                                                     | Spanische Sprache                                                         | 2009                                                                      | 40                                                                        | Instituto de Salud Publica de Chile (ISPCH)                                                             | Guia para la seleccion y control de proteccion respiratoria (Guia tecnica).                                            |
| Spanien                                                                   | Spanische Sprache                                                         | -                                                                         | 16                                                                        | Instituto Nacional de Seguridad, Salud y Bienestar en el Trabajo (INSSBT)                               | Guia orientativa para la seleccion y utilizacion de protectores respiratorios (Documentos tecnicos INSHT).             |
| Italien                                                                   | Italienisch                                                               | -                                                                         | 64                                                                        | „Sabbatini Consulting di Sabbatini Roberto“                                                             | Guida alla scelta e all'uso degli apparecchi di protezione delle vie respiratorie.                                     |
| Niederlande                                                               | Niederländisch                                                            | 2001                                                                      | 88                                                                        | Nederlandse Vereniging voor Arbeidshygiëne                                                              | Selectie en Gebruik van Ademhalingsbeschermingsmiddelen.                                                               |